# Historia de la Región de Murcia

La Región de Murcia en España.

La historia de la Región de Murcia es común al desarrollo histórico del sureste de la península ibérica. Se trata de un territorio poblado desde muy antiguo debido a su situación mediterránea que le hizo testigo del paso de numerosas culturas y civilizaciones. 
Conserva importantes yacimientos prehistóricos, como los segundos restos humanos más antiguos de la península en la Sima de las Palomas, o la presencia de una de las culturas más desarrolladas de la Edad de los Metales como la Cultura del Argar. 
Dentro de los pueblos prerromanos, destaca la presencia de los fenicios en la costa, donde se encuentran los restos de los barcos fenicios de Mazarrón, además del importante desarrollo de la Cultura íbera. Si bien hay que destacar la llegada de los cartagineses en el 227 a. C., que supuso la fundación de Qart Hadasht (actual Cartagena), convirtiendo a la zona en su principal área de expansión en la península. 
Precisamente fue la guerra contra los cartagineses lo que motivó la conquista de los Romanos, teniendo a Cartago Nova como centro en la zona, llegando a ser capital de una provincia durante el Bajo Imperio. Posteriormente se asentaron los visigodos y luego los bizantinos, para volver a pasar a manos visigodas en el siglo VIII. En esta época surgió la que se denominará como Cora de Tudmir, zona autónoma de la nueva hispania musulmana tras el acuerdo entre el dux visigodo Teodomiro y Abd el Aziz. Esto marcará la especial asimilación de la zona surestina en Al-Ándalus. Posteriormente los musulmanes desarrollaron una mayor influencia, destacando en esta ocasión el auge de la ciudad de Murcia, capitalizando tres reinos de taifas hasta el siglo XIII, momento de la conquista cristiana. 
Sin embargo fue la conquista, acaecida entre 1243 y 1266, la peculiar influencia en ella tanto de la Corona de Castilla como de la Corona de Aragón y la creación y existencia del fronterizo Reino de Murcia, lo que generó durante siete siglos la cultura que hoy llamamos murciana. Esta histórica demarcación; precedente de la actual Región de Murcia, vivió durante su larga existencia hasta 1833 momentos de crisis, como la del siglo XIV, y momentos de esplendor, como en el siglo XVI o el siglo XVIII. 
Tras la desaparición de los reinos, de 1833 a 1978 existió la Región Murciana biprovincial (formada por las provincias de Murcia y Albacete), que en la Transición dio lugar a la actual comunidad autónoma uniprovincial de la Región de Murcia tras el paso de la provincia de Albacete a Castilla-La Mancha. 

## Prehistoria

### Paleolítico

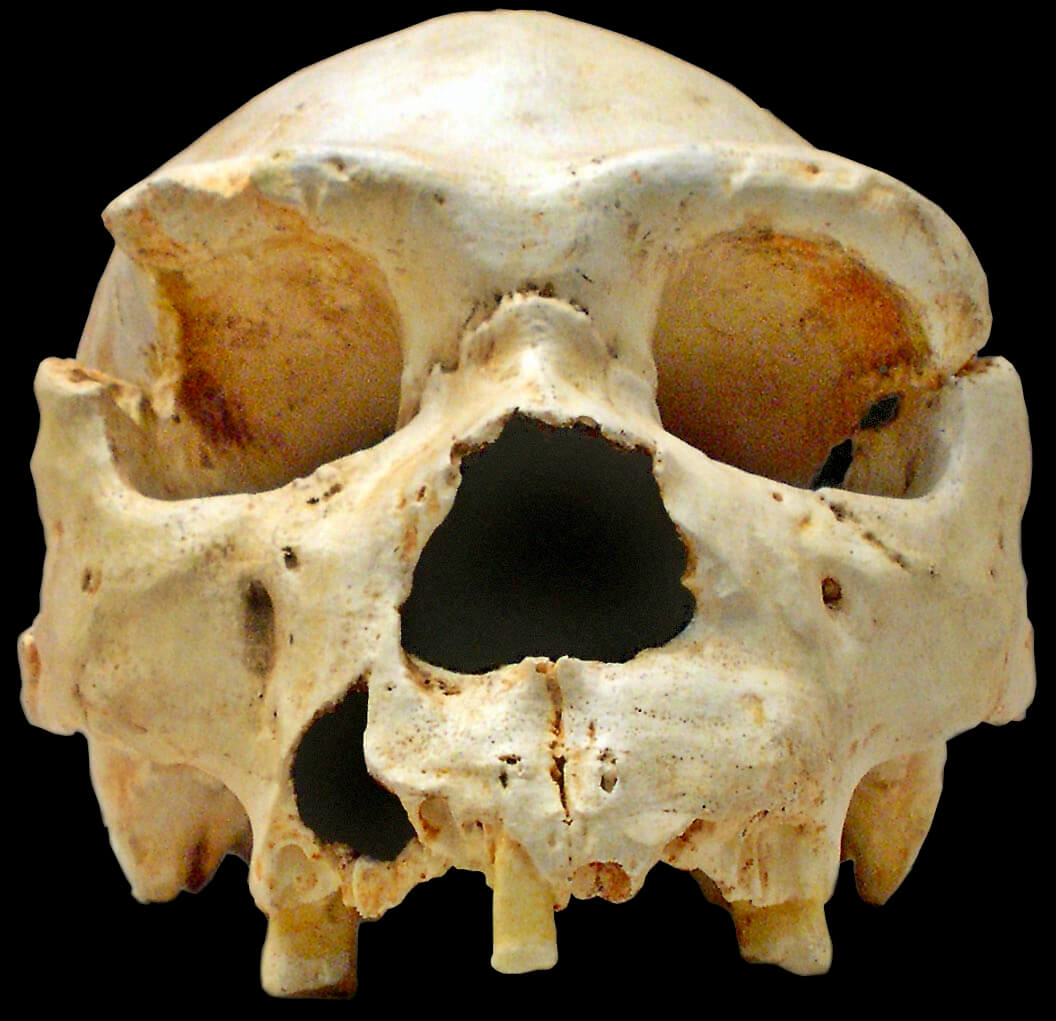
Imagen de un cráneo del Homo Heidelbergensis, género del que aparecieron restos en el yacimiento de Cueva Negra (Caravaca).

Los restos humanos de mayor trascendencia en la región provienen del Musteriense o Paleolítico Medio, donde predominaba el hombre de Neandertal, con yacimientos de la talla de la Sima de las Palomas del Cabezo Gordo (en Torre Pacheco); con unos materiales que van desde el 150.000 al 35.000 a. C. Sin embargo hay restos anteriores, como en el Estrecho de la Encarnación en Caravaca (la conocida como Cueva Negra), en donde los expertos tuvieron la certeza de estar ante una de las estaciones más antiguas de Europa con una edad cercana al millón de años (Paleolítico Inferior) en sus estratos más profundos, confirmado tras hallarse fragmentos de hombres fósiles de tipo pre-neandertal (Homo Heidelbergensis) y hachas con una antigüedad de 900.000 años.
Pertenecientes al Paleolítico Inferior destacan los yacimientos próximos a antiguas zonas lacustres que indican la intención de los homínidos de cazar a los animales y bestias que acudían a los bebederos. Aparte de los restos de la Cueva Negra ya señalados, destacan otros como El Cerco (Jumilla), Los Almadenes (Cieza), El Capitán (Zarcilla de Ramos, Lorca). Además, en La Empedrada (Lorca) se ha descubierto un taller de sílex.
Del Paleolítico Medio (o Musteriense), que coincide con la extensión en Europa del hombre de Neanderthal, además de la mencionada y emblemática Sima de las Palomas, están Cueva Bermeja y Cueva de los Aviones (Cartagena), Cueva Perneras y el Cerro Negro (Lorca), la Cueva del Palomarico (Mazarrón), la Cueva Antón (Mula), la Cañada del Águila (Jumilla) o El Molar (Abarán). Recientes investigaciones sitúan a diversos yacimientos de la cuenca del río Mula (Cueva Antón entre otras) como refugio de los últimos neandertales europeos.
En la etapa final del Paleolítico, denominado Superior, se encuentran diversos hallazgos en zonas del interior y de la costa, al igual que ocurría con el periodo anterior. Yacimientos como el de la Cueva del Caballo (Cartagena), Cueva del Algarrobo (Mazarrón), Cueva del Búho (Mula) o la Cueva de los Grajos (Cieza). 
Son extraordinariamente notables los hallazgos de arte rupestre del Paleolítico Superior en Cieza (Cueva de las Cabras y del Arco), que evidencian que el arte parietal de este periodo no se circunscribía al norte de España en exclusiva.

### Neolítico

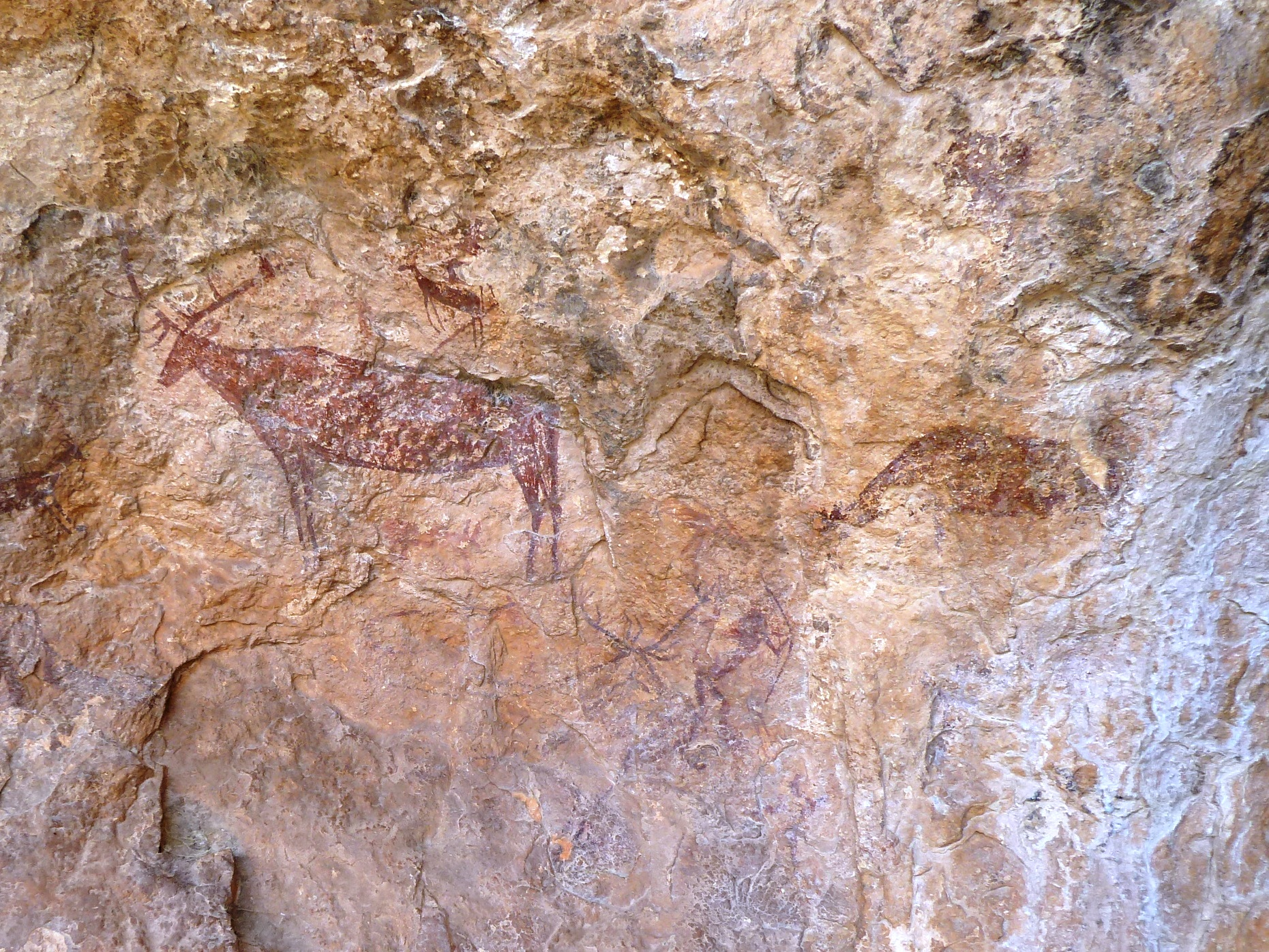
Panel de Arte Rupestre mediterráneo en Cañaica del Calar (Moratalla). Declarado Patrimonio de la Humanidad

En el V milenio a. C. se puede situar la neolitización de la región, de ese tiempo serían los yacimientos de la Cueva de los Secos (Yecla), el Barranco de los Grajos (Cieza), el Abrigo del Domingo (Moratalla) o el Hondo del Cajitán (Mula). 
Unos mil años más tarde, tanto las técnicas ganaderas como las agrícolas estaban extendidas por toda la zona, lo que propició la sedentarización de sus habitantes, algo visible en yacimientos de Los Tollos (Mazarrón) o Los Pájaros (Cartagena), mientras que Los Tiesos (Jumilla) fue utilizado como lugar de enterramiento desde este momento hasta la Edad del Bronce.
El arte esquemático o Arte rupestre del arco mediterráneo de la península ibérica propio de este periodo, tiene una gran representación en la Región de Murcia, como en el Monte Arabí (Yecla), Barranco de los Grajos (Cieza), Peña Rubia (Cehegín), Abrigo del Domingo y Cañaica del Calar (ambos en Moratalla). En este último municipio se encuentran 26 de las 76 muestras de arte rupestre levantino que posee la región (declaradas Patrimonio de la Humanidad por la UNESCO), motivo por el que acoge el Centro Regional de Interpretación de Arte Rupestre.

### Edad de los Metales
Calcolítico (Cobre)
En este periodo hay tímidas apariciones de la metalurgia del cobre en algunos yacimientos, aunque el total datado en esta etapa asciende a más de un centenar de localizaciones. Con esta cifra en la mano, se puede considerar como una verdadera revolución demográfica la sufrida por las tierras murcianas entre los inicios del tercer milenio hasta el 1900 a. C. aprox., tiempo de duración del periodo.
En el Calcolítico aparecieron importantes poblados en llanura y en cerros aunque continuaron usándose las cuevas como hábitat. Así, junto a poblados fortificados como el Cerro de las Víboras (Moratalla), El Capitán (Lorca) o el Cabezo del Plomo (Mazarrón), convivieron los ubicados en llanura, como El Prado (Jumilla), Las Amoladeras (Cartagena) o Murviedro (Lorca).
Las necrópolis megalíticas, propias de este periodo, no abundan en la región murciana, no llegando a la quincena. La más conocida en la región es la de Bagil, en Moratalla. Sin embargo destaca como una de las sepulturas más grandes de España, la descubierta en 2007 en el Camino del Molino en Caravaca, que albergaba la increíble cantidad de 1300 individuos depositados en posición flexionada y con un pobre ajuar, (el yacimiento se fecha entre el 2400 y el 1950 a. C.).
Edad del Bronce (Cultura argárica)

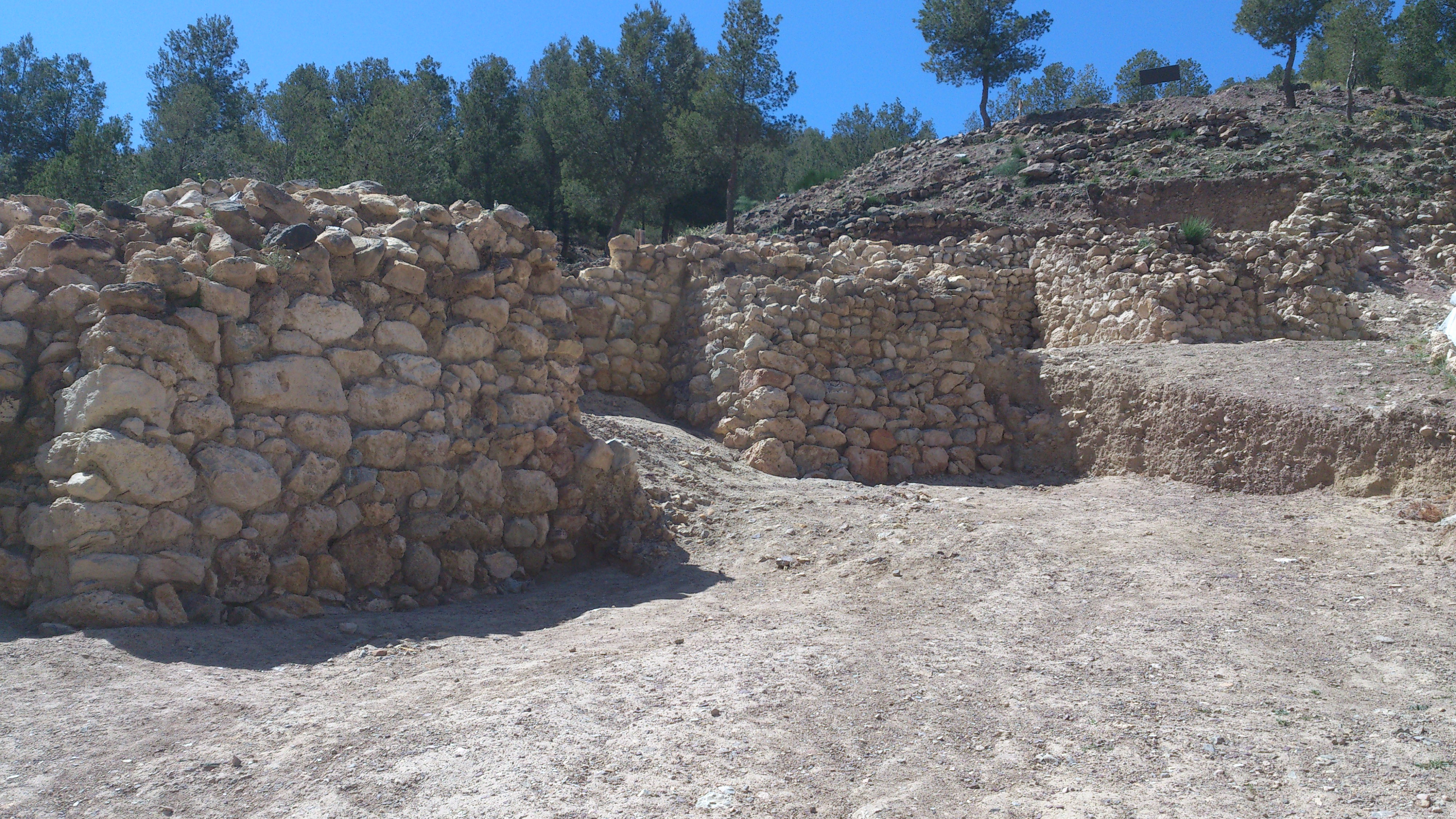
Murallas de La Bastida de Totana, ciudad fortificada fechada en 2200 a. C., con influencias orientales y una arquitectura que podría derivar de la de Troya II.

Hablar de esta etapa en el sureste ibérico es hacerlo de la importante Cultura argárica. Se han llegado a contabilizar hasta 220 poblados de la misma cultura en la Región de Murcia, fechados entre el 2000 y el 1.100 a. C. Abundando los edificados en altura, como La Almoloya (Pliego), Cabezo de las Víboras (Mazarrón), Cerro de Las Viñas (Coy, Lorca), Cabezo del Trigo (Cehegín), Monteagudo (Murcia), o La Bastida de Totana (uno de los primeros yacimientos de la Cultura argárica en ser excavados). Algunos poseen murallas y torres, lo que demuestra el avanzado concepto de urbanismo en esta cultura. Más inusuales son los yacimientos en llanura, del que es paradigma El Rincón de Almendricos o el poblado que se puede contemplar en el Parque Arqueológico Los Cipreses, ambos en el término municipal de Lorca.
Recientes excavaciones han redimensionado La Bastida como uno de los mayores asentamientos humanos de la Europa continental en la Edad del Bronce descubierto hasta ahora. Igualmente importantes están siendo las excavaciones en La Almoloya, en donde se han localizado los restos de un conjunto palaciego que supone uno de los recintos más antiguos especializados en el ejercicio del gobierno en Europa occidental.
Tras el paulatino declive de la Cultura argárica, hay unos momentos, poco conocidos en la Región de Murcia, denominados Bronce Tardío o Bronce Final. Este último terminaría en torno al 750 a. C. e iría a enlazar con la primitiva Edad del Hierro. De este periodo existen escasos testimonios, extraídos de estaciones como Las Anchuras y Las Cabezuelas (Totana), Santa Catalina del Monte (Murcia), Punta de lo Gavilanes (Mazarrón) o Coimbra del Barranco Ancho (Jumilla).
Edad del Hierro (Fenicios e íberos)

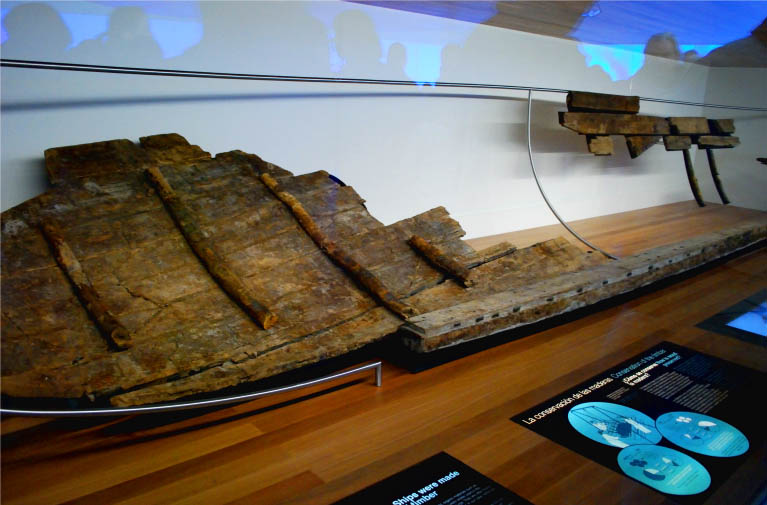
Restos originales del pecio fenicio Mazarrón I. Museo Nacional de Arqueología Subacuática de Cartagena.

Como ya se ha señalado, el paso del Bronce Final a la Edad del Hierro en la Región de Murcia está falto de estudios, a pesar de yacimientos como El Castellar (Librilla) o Cabezo de la Rueda (Alcantarilla). El motivo es que en el tiempo en el que la metalurgia del hierro adquirió cierta importancia, en las costas levantinas desembarcaron comerciantes fenicios y más tarde griegos, que al mismo tiempo que comerciaron con productos autóctonos trajeron usos, costumbres, creencias, adornos y cerámicas.

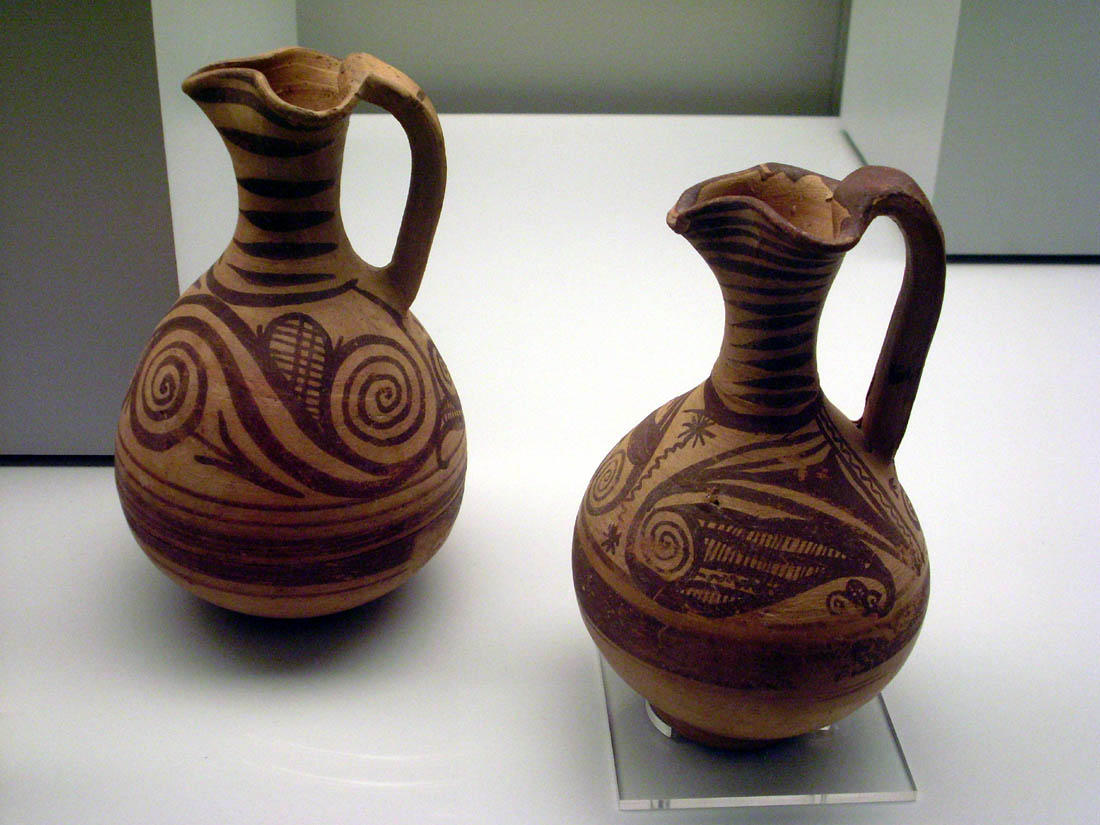
Enócoes iberos del Verdolay. Museo de Arqueología de Murcia.

Esto desembocó en el renacimiento cultural que supuso el mundo ibero, civilización por antonomasia de la Edad del Hierro en la Región de Murcia, dominada por los bastetanos en la zona oeste, los mastienos al sur y los contestanos al este de la actual región murciana.
Expertos como Jorge Juan Eiroa sitúan la existencia plena del hierro en el área murciana en el siglo VII a. C., principalmente en los asentamientos costeros de gran influencia fenicia, destacando el área de Mazarrón, en donde se encuentra el yacimiento de Punta de los Gavilanes o el famoso pecio de los barcos fenicios de Mazarrón.
Dentro del entorno ibero nativo, los yacimientos emblemáticos de la Región de Murcia que han sido objeto de estudios más profundos son Los Molinicos (Moratalla), el Cabezo del Tío Pío (Archena), El Cigarralejo (Mula), Coimbra del Barranco Ancho (Jumilla) o el Verdolay (Murcia). En 1989 se habían datado 146 yacimientos íberos en la región, a lo que hoy día habría que añadir otros 30.

## Antigüedad

### Cartagineses

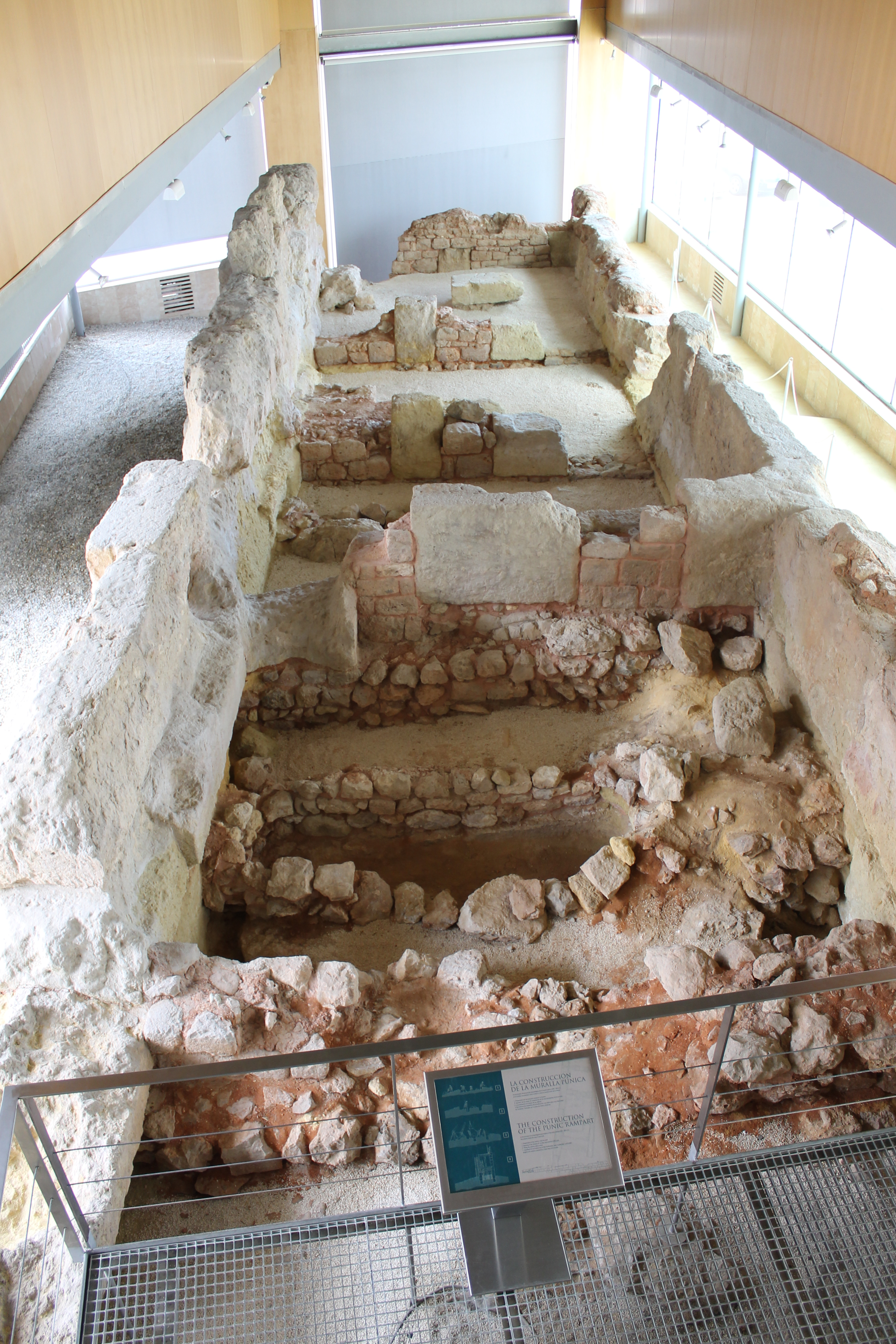
Restos de la muralla púnica de Qart Hadasht (actual Cartagena).

En el año 227 a. C., el general cartaginés Asdrúbal el Bello, perteneciente a la familia Bárquida, fundó una ciudad en el sureste ibérico, situada en una excepcional y resguardada bahía capaz de albergar una flota fondeada con seguridad y muy próxima a las sierras mineras que ya habían sido apreciadas en tiempos de los fenicios. Nacía así Qart Hadasht (Cartago en idioma fenicio), en recuerdo de la capital norteafricana y ciudad natal de Asdrubal.
Esta fundación jugaría un papel esencial en el pulso que los cartagineses mantenían contra otra potencia emergente en el Mediterráneo: Roma. De hecho, fue desde Qart Hadasht donde partió la famosa expedición que Aníbal realizaría contra los romanos. No resulta extraño por tanto que en el contexto de la II Guerra Púnica fuera conquistada por Escipión el Africano tras sangrientos combates, pasando oficialmente a control romano en el 209 a. C., rebautizándose como Cartago Nova.

### Romanos
Tras la conquista de Carthago Nova, ésta se convirtió en un centro fundamental para la expansión romana hacia el interior de la península, llegando a ser una de las ciudades romanas del Mediterráneo más importantes.

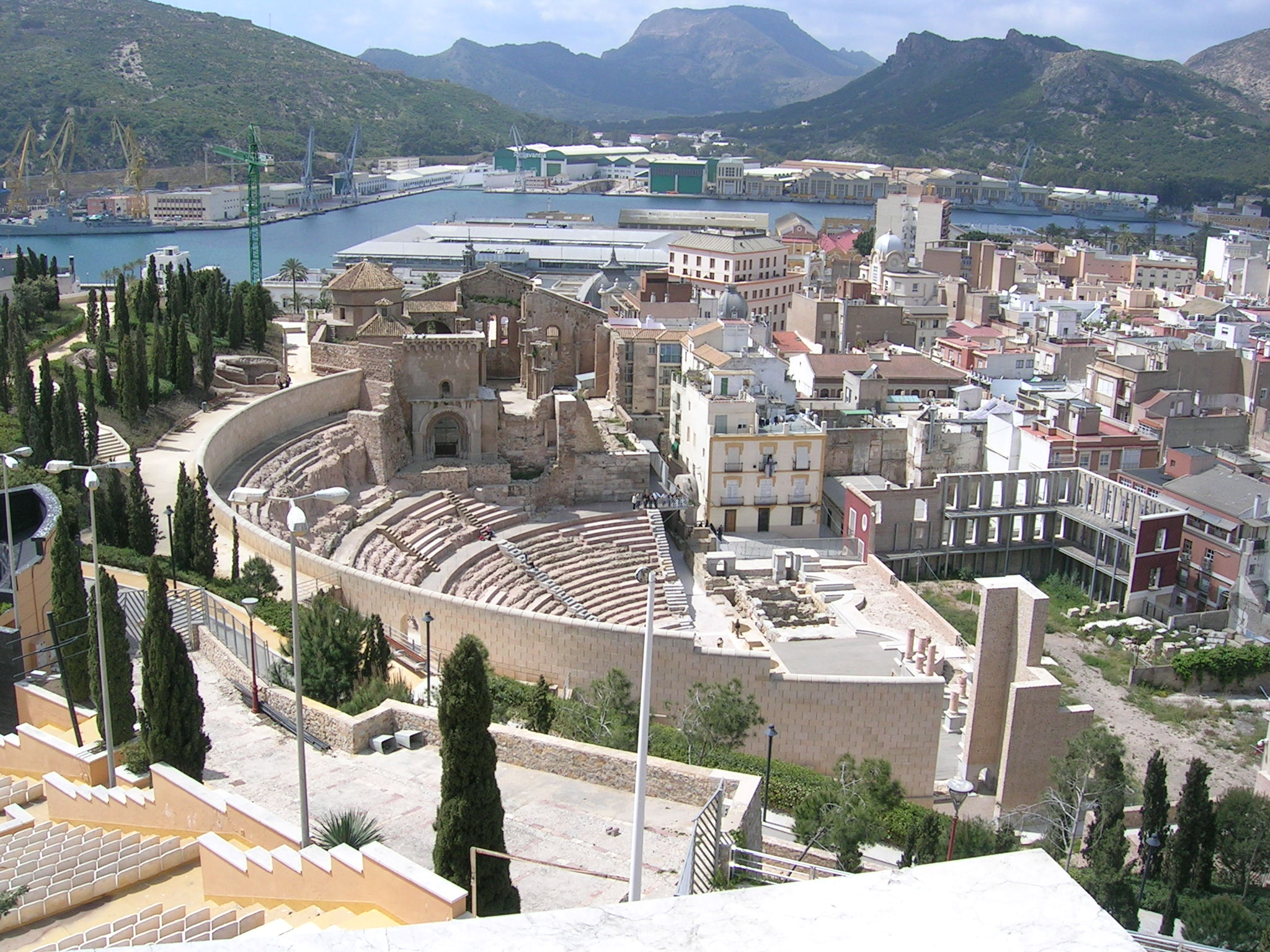
Teatro Romano de Cartagena

Desde la misma ciudad de Cartagena se produjo un intenso y rápido proceso de romanización de los territorios circundantes, entre los que se podrían destacar las zonas de producción minera cercanas o núcleos de población relevantes como Begastri, así como el primitivo asentamiento de Eliocroca (la actual Lorca).
También prosperaron villas de explotación agrícola y ganadera, mientras en las zonas costeras también se crearon factorías de producción de garum. En la actualidad quedan restos arqueológicos de estas villas en Los Torrejones (Yecla), Los Villaricos (Mula), La Quintilla (Lorca), El Paturro (Portmán), Los Cipreses (Jumilla) o Los Cantos (Bullas), así como restos de factorías en Mazarrón y Águilas.
A partir del I a. C., Carthago Nova, que pertenecía a la provincia romana de la Tarraconense, vivió una gran expansión con construcciones tales como edificios públicos, templos, un foro, un gran teatro y un anfiteatro, todos ellos ordenados por Octavio Augusto y sus sucesores. 

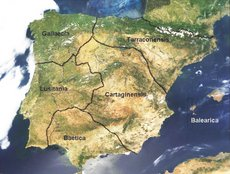
División provincial de Diocleciano en 298.

A finales del siglo III, el imperio romano se desmoronaba, al menos la parte occidental del mismo. Tras las épocas de anarquía y guerras civiles, el emperador Diocleciano comprende que no es posible mantener cohesionado a un imperio de la magnitud del romano, por lo que decide dividirlo por primera vez en dos entidades independientes: el Imperio romano de Occidente y el Imperio romano de Oriente. Diocleciano queda a cargo de este último, mientras Maximiano gobernará el primero. Con todo, Diocleciano propone en el año 298 una nueva división administrativa para todo el imperio, lo cual afectará a Hispania con la creación de dos nuevas provincias: la provincia de Gallaecia y la provincia Cartaginensis. Esta última tenía como capital Carthago Nova y comprendía la actual Región de Murcia, gran parte de la Comunidad Valenciana, Castilla-La Mancha y Madrid.
Dado el carácter cosmopolita de Carthago Nova, y a través de su puerto, arribaron las primeras comunidades cristianas a la zona sobre el siglo IV. La asistencia del obispo de Cartagena (Hilario) al concilio de Toledo en el año 400 hacen suponer una amplia comunidad cristiana. Sin embargo, el primer obispo conocido fue el de Lorca, alrededor del año 309. Muestras de la cristianización del área son los restos del Martyrium de La Alberca o la Basílica de Algezares.
La decadencia del Imperio romano, en el siglo V, genera una anarquía de gobierno que se ve suplida parcialmente por la aristocracia local y por la organización eclesiástica cristiana.

## Edad Media

### Visigodos y bizantinos

Ocupación bizantina y la provincia de Spania, con capital en Carthago Spartaria.

Debido a la decadencia romana, varios pueblos germánicos penetraron en el Mediterráneo deseosos de conquistar nuevas tierras de climas más cálidos. En esos momentos de inestabilidad se produjo, en el año 425, el saqueo en Carthago Nova por los vándalos. Produciéndose años después la Batalla de Cartagena (461) entre la armada romana y la vándala, donde el emperador Mayoriano fue derrotado.
Más adelante, la invasión visigoda de la península ibérica provocó que éstos controlaran el conventus cartaginensis, que era el distrito dependiente de la ciudad y comprendía territorios más allá de la actual Región de Murcia. Sin embargo, la inestabilidad política del nuevo pueblo invasor permitió a los romanos, ahora bizantinos, recuperar en 552 la zona costera desde Alicante hasta Cádiz, provincia a la que llamarían Spania con capital en Carthago Spartaria.
El dominio por parte de los bizantinos de la costa y zonas adyacentes provocó un estado de sitio por parte visigoda que forzó la desaparición de numerosas aldeas rurales y, a la vez, la consolidación de ciudades fortificadas visigodas del interior tales como Begastri o Eliocroca (la actual Lorca).
Por fin, en 621, Suintila conquistó los últimos baluartes bizantinos con la toma de Cartagena.
Tras la reconquista visigoda de Carthago Spartaria (Cartagena), la ciudad entró en decadencia, potenciándose Orihuela. Para evitar cualquier otra invasión por mar, los visigodos formaron una especie de provincia militar cuya capital era Lorca. Esto generó una gran estabilidad en el territorio, que contrastaba con el resto de la Península, en plena guerra civil por la corona visigoda.

### Musulmanes
Dicho territorio, tras la llegada de los musulmanes recibiría el nombre de Cora de Tudmir. El nombre hace referencia a Teodomiro, el dux visigodo que gobernaba estas tierras desde Orihuela. El llamado pacto de Teodomiro se firmó en abril de 713 entre este y Abd al-Aziz ibn Musa (hijo del moro Muza de las crónicas cristianas) y comprendía la entrega de siete ciudades entre las que se encontraban Orihuela, Lorca, Mula, Alicante, Begastri y otras que ofrecen dudas a los especialistas. La firma de este pacto dio lugar a un territorio semiautónomo, a cambio del pago de impuestos y la promesa de no colaborar con los enemigos de los conquistadores.

Los reinos de taifas en el 1037, donde se aprecia la primera Taifa de Murcia.

En pleno emirato de Córdoba, los numerosos conflictos sociales entre distintos clanes árabes y entre éstos y las élites hispanogodas paulatinamente islamizadas provocaron la destrucción de la ciudad de Eio y la fundación de una nueva capital administrativa, la ciudad de Múrsiya (la actual Murcia), por orden del emir de Al-Ándalus Abderramán II en junio de 825, como forma de afianzar la autoridad cordobesa en la cora.
Durante la época pacífica del Califato, entre 929 y 1031, la ciudad de Murcia creció, prosperó y adquirió importancia. Sin embargo el Califato entró en crisis, iniciándose el periodo taifa en donde la inestabilidad era la nota dominante. La vieja cora de Tudmir pasó en pocos años de estar dentro de la Taifa de Almería a la de Valencia, creándose entremedias taifas efímeras como la Taifa de Lorca. 

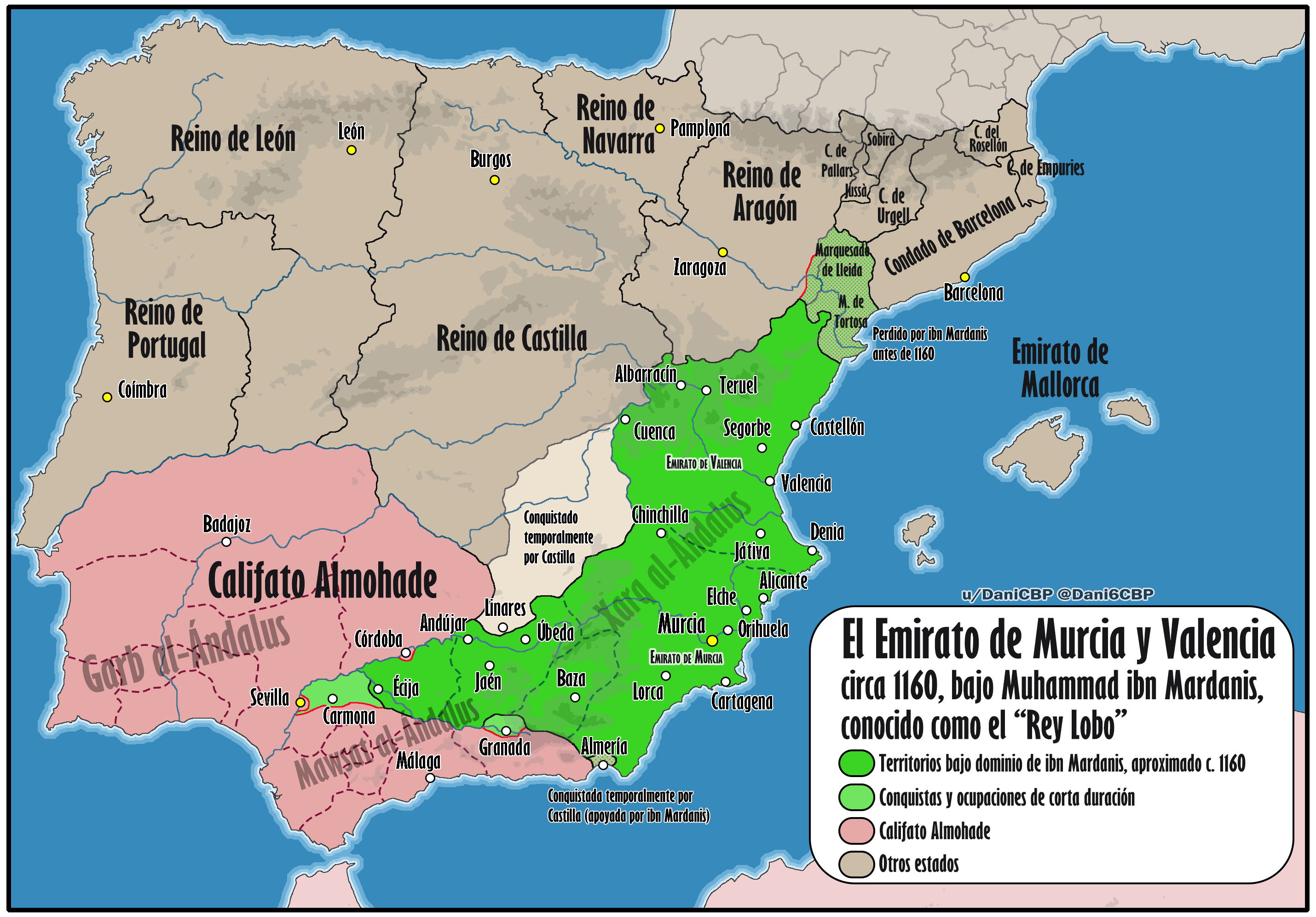
Máxima extensión de los dominios del reino de Ibn Mardanis y sus aliados frente al imperio almohade, hacia el 1160.

No fue hasta la segunda mitad del siglo XI cuando la ciudad de Murcia encabezó su primer reino taifa independiente. Bajo el mandato de Abu Abd al-Rahman Ibn Tahir, Murcia logró independizarse de la Taifa de Valencia al caer ésta en manos de la de Toledo. Este primer estado independiente murciano concluyó en el año 1078 cuando las tropas sevillanas de Al-Mutamid entraron en Murcia de la mano del general Ibn Rashiq. Aunque tanto este como el visir de Al-Mutamid e ideólogo de la campaña, Ibn Ammar, llegaron a declararse soberanos independientes de Murcia.
Tras la crisis que supuso la caída de Toledo, una hueste comandada por García Giménez y Álvar Fáñez de Minaya se apropió de la fortaleza de Aledo en 1086, hostigando la importante vía de comunicación que en al-Ándalus suponía el valle del Guadalentín. La toma de Aledo fue uno de los principales motivos de la intervención almorávide en la península, recuperando dicha fortaleza en el año 1091 tras el frustrado sitio de Aledo.

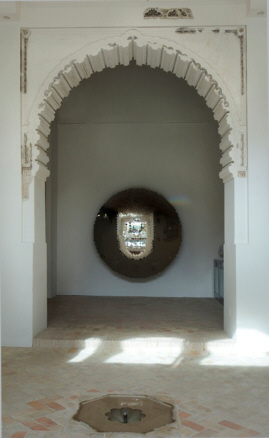
Portada del salón norte del Alcázar Menor construido por Ibn Hud a partir de 1228 en la ciudad de Murcia.

Tras la unificación de Al-Ándalus lograda por el Imperio almorávide, la resistencia andalusí al dominador norteafricano hizo que surgieran los segundos reinos de Taifas en 1144, tras la sublevación anti-almorávide de Zafadola, siendo Murcia uno de sus principales escenarios. 
La nueva Taifa de Murcia alcanzó gran hegemonía gracias a Ibn Mardanish, el Rey Lobo, que mantuvo relaciones amigables con los reinos de Castilla y Aragón y organizó la resistencia contra el nuevo pueblo norteafricano que pretendía controlar al-Ándalus: los almohades. Mardanis reinó entre 1147 y 1172, gobernando un territorio que comprendía desde Jaén y Baza hasta Valencia y Albarracín, llegando a arrebatar a los almohades Écija y Carmona. Durante el emirato del Rey Lobo, Murcia logró un gran esplendor, tanto que su moneda, el morabetino lupino, se convirtió en referente en toda Europa. 
En 1172 los almohades tomaron Murcia, última ciudad que les quedaba por conquistar de al-Ándalus. Sin embargo, tras la derrota de las Navas de Tolosa (1212), su poder entró en crisis, produciéndose una sublevación anti-almohade en el valle de Ricote en 1228, liderada por Ibn Hud. Ibn Hud entró en la ciudad de Murcia el 4 de agosto de aquel año, y expulsando al gobernador almohade se proclamó emir. Los sucesos acaecidos en Murcia se propagaron por todo Al-Ándalus hasta el punto de que en 1229 solo Valencia y algunos puntos del Estrecho escapaban al control de su nuevo estado, capitalizado en Murcia.
Sin embargo, la estabilidad duró poco ante las sublevaciones contra Ibn Hud ocurridas en diversos lugares como Arjona (siendo el origen del reino nazarí), el avance de la conquista cristiana (bajo su mandato cayó Córdoba en 1236) y la propia muerte de Ibn Hud en 1238, quedando su reino reducido al sureste ibérico.

### La conquista cristiana: El Reino de Murcia
La conquista cristiana en la zona se inició en 1243, cuando el emir de Murcia firmó las capitulaciones de Alcaraz acogiéndose a un protectorado de los reinos de Castilla y de León. Así, Murcia ganó una alianza para repeler a los aragoneses de Jaime I (que ya habían conquistado Villena) y a los granadinos de Muhammad ibn Nasr (rivales de la taifa murciana), consiguiendo de paso detener el avance de la Orden de Santiago, que ya había tomado zonas al norte del territorio taifal. Castilla, en contrapartida, conseguía una salida al Mar Mediterráneo.

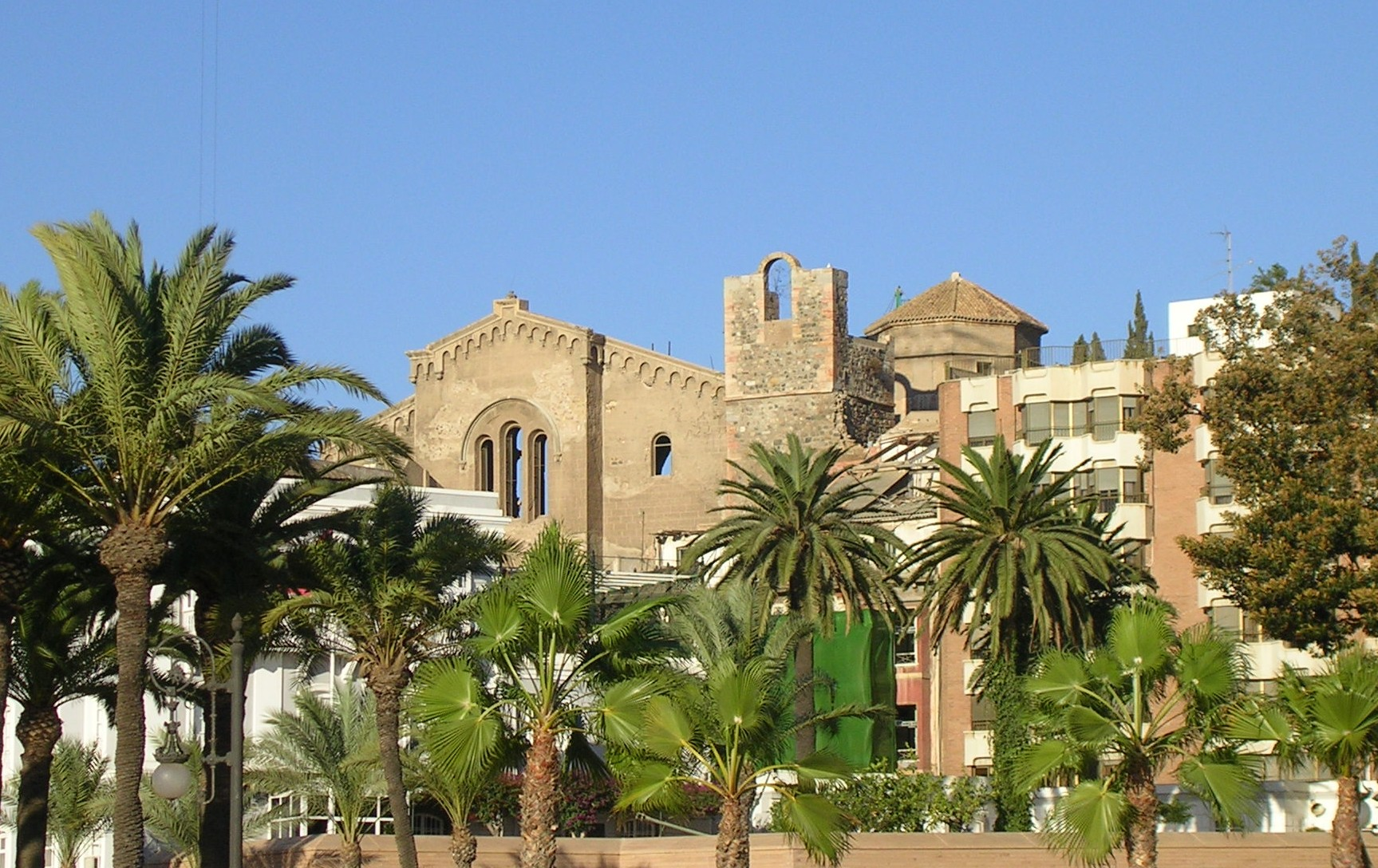
Ruinas de la denominada catedral de Cartagena, en la que la tradición sitúa la primera sede de la diócesis de Cartagena tras la reconquista.

Sin embargo, diversos núcleos de la taifa no aceptaron el tratado, tales como Mula, Cartagena y Lorca. Esta sublevación permitió aplicar a las tropas de Castilla (dirigidas por el infante Alfonso, futuro Alfonso X) el derecho de conquista sobre ellas (Mula cayó en 1244 y Cartagena en 1245) a excepción de Lorca que finalmente pactó. Este conflicto generó que todo el territorio murciano fuera un protectorado semiautónomo de los musulmanes (al respetar el pacto), a excepción de los núcleos de Mula y Cartagena, las únicas poblaciones plenamente cristianas por su sublevación. 
En 1250, el papa comunica al rey la restauración de la diócesis de Cartagena tras la solicitud de la corona, nombrando obispo al franciscano Fray Pedro Gallego, confesor del príncipe Alfonso. No está claro si se llegó a iniciar la construcción de la catedral de Cartagena, ya que existen dudas de que este templo fuera concebido como sede de la diócesis (que en 1291 se trasladó a la ciudad de Murcia). 

En 1251 aparece Garcí Suárez como merino mayor de Murcia, principal cargo institucional de la demarcación, que fue sustituido en 1258 por el adelantado mayor del reino de Murcia.

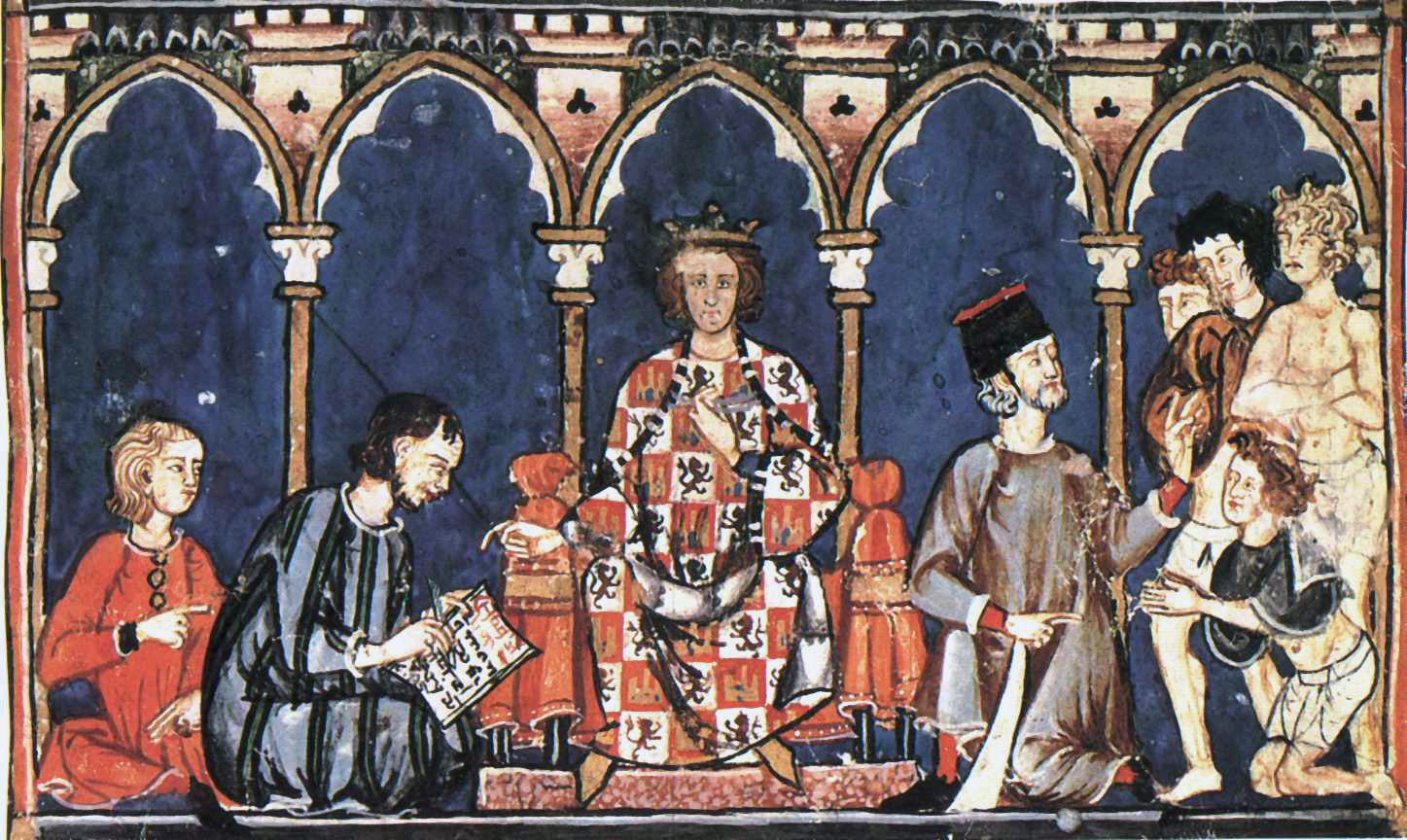
Alfonso X y su corte, que solía recalar en la ciudad de Murcia.

En 1264 los mudéjares murcianos iniciaron una revuelta contra Castilla, debido a los sucesivos incumplimientos del tratado de Alcaraz (Castilla había realizado en 1257 un primer repartimiento de tierras). La revuelta fue sofocada en 1266 gracias a la intervención militar de Jaime I de Aragón tras la petición de ayuda de Alfonso X. Al aplicarse el derecho de conquista concluyó el régimen de protectorado, incluyendo la capital.
Tras la intervención aragonesa quedó ya plenamente establecido el castellano Reino de Murcia mediante la repartición y colonización por parte de gentes venidas de toda la península y ciertas zonas de Europa. Se formaron concejos de realengo y señoríos laicos, esbozándose los primeros términos municipales de la actual región. La estabilidad se vio favorecida por el establecimiento de órdenes militares tales como la Orden del Temple o la de Santiago, evitando así las rebeliones internas, a los piratas de la costa y la conflictividad de la frontera de Granada. Esta última se fortificó con castillos y torres.

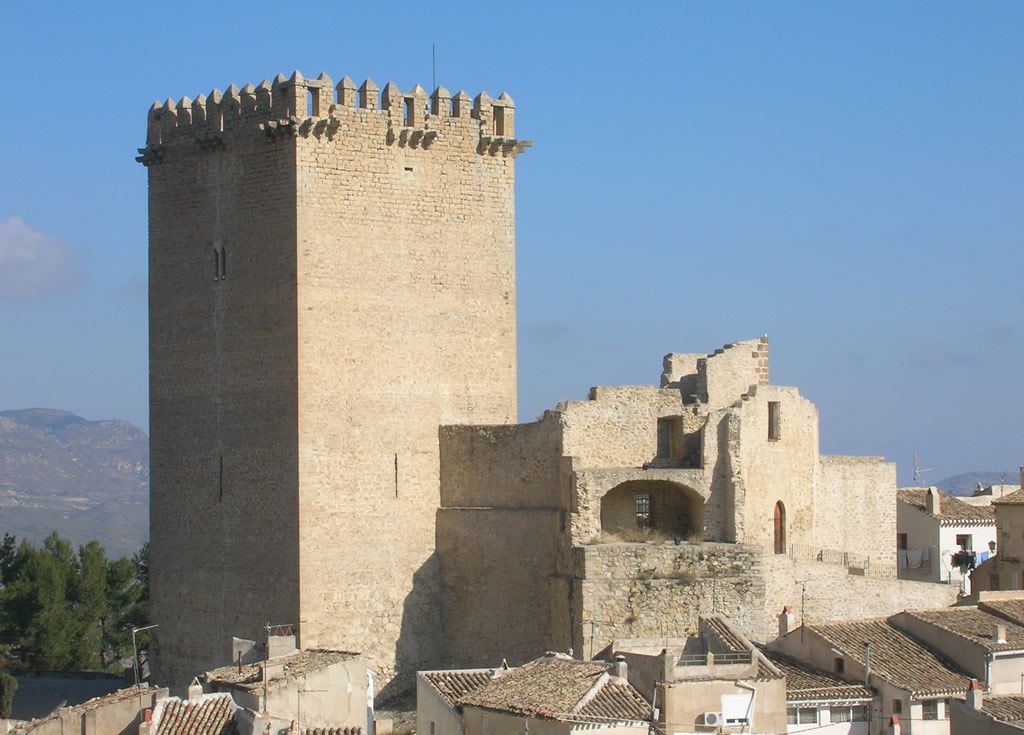
Castillo medieval en Moratalla.

El rey Jaime II de Aragón tomó posesión del Reino de Murcia en 1296, al serle donado por el pretendiente Alfonso de la Cerda a cambio de su apoyo contra un Fernando IV de Castilla todavía menor de edad y sujeto a una regencia.
La conquista se vio facilitada por la abundante población de origen aragonés que residía en el mismo desde la intervención de Jaime I de 1266, aunque tuvo la oposición de las guarniciones castellanas de los castillos y del obispo de Cartagena. Entre 1296 y 1300 fue ocupado la mayor parte del reino (principalmente la zona sureste).

Mapa de la Corona de Castilla a finales del, con el reino de Murcia.

Sin embargo, tanto Castilla como Aragón necesitaban la paz tras alcanzar Fernando IV la mayoría de edad, por lo que en 1304 se firmó el Tratado de Torrellas y posteriormente la modificación del Tratado de Elche (1305), que cambiaba definitivamente las fronteras entre Castilla y Aragón fijadas en el Tratado de Almizra (1244), devolviendo a la Corona castellana el Reino de Murcia pero incorporando a la Corona de Aragón, en concreto al Reino de Valencia, las comarcas murcianas del Valle del Vinalopó, el Campo de Alicante y la Vega Baja del Segura. Este cambio fronterizo motivó la especial incidencia que tuvo la guerra de los Dos Pedros en el reino a mediados del siglo XIV. 
La situación conflictiva en la otra frontera -la del reino nazarí- se mantuvo hasta el fin de la guerra de Granada en 1492, alcanzando su cota máxima en 1452 con la batalla de Los Alporchones, aunque a partir de 1488 se consiguió pacificar gracias a la conquista de gran parte de la actual provincia de Almería, participando numerosos murcianos en una campaña que tuvo la presencia de los Reyes Católicos.
Los conflictos derivados de la triple frontera con la que contaba el Reino de Murcia, y las epidemias de peste que asolaron la región durante el siglo XIV, provocaron una importante merma de población de la que tardaría muchos años en recuperarse.

## Edad Moderna
Ante la debilidad de la monarquía, en la época final de la Edad Media, la Región sufrió múltiples incidentes y banderías que enfrentaron a los distintos linajes nobiliarios (como los Manuel y los Fajardo) y al patriarcado urbano. Fueron los Reyes Católicos quienes lograron poner fin a esta inestabilidad y asentar un orden social estable.

### SiglosXVIyXVII

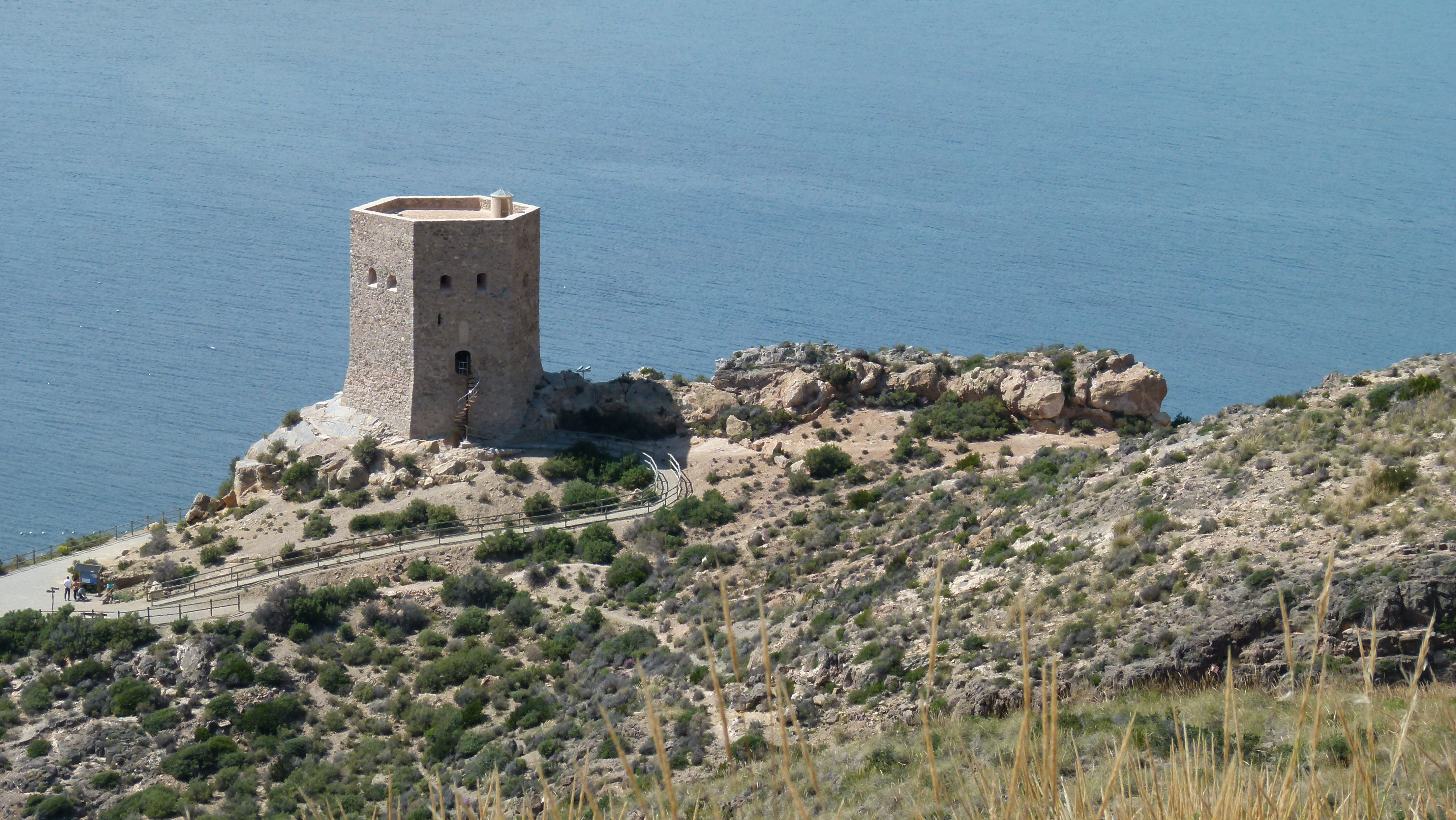
Torre de Santa Elena en La Azohía.

En 1520, diversas localidades murcianas se unieron a la revuelta comunera. Iniciada por la ciudad de Murcia, acabaron levantándose de igual forma Lorca, Cartagena, Caravaca, Mula, Cehegín, Moratalla y Calasparra. Sin embargo, la revuelta en el Reino de Murcia no se dirigió contra Carlos I ni contra el orden estamental como en el resto de la Corona de Castilla, sino contra los abusos de la oligarquía local, las intromisiones del adelantado y diferentes aspectos económicos.
Una vez desaparecida la frontera granadina y tras la unificación de las coronas de Castilla y Aragón, el Reino de Murcia entró en un periodo de prosperidad que se tradujo en un aumento notable de su población, que aumentó en un 40%. Los factores determinantes que propiciaron este desarrollo fueron el auge de la industria de la seda, las minerías de Cartagena y Mazarrón y la mejora de las explotaciones agrícolas.
Uno de los conflictos que permanecieron presentes fueron los derivados de la última frontera que quedaba activa, la marítima, debido a la actividad de la piratería berberisca, que hizo muy insegura la vida en la costa murciana, algo que forzó a Felipe II a construir numerosas torres de vigilancia costera que aún en nuestros días se conservan.

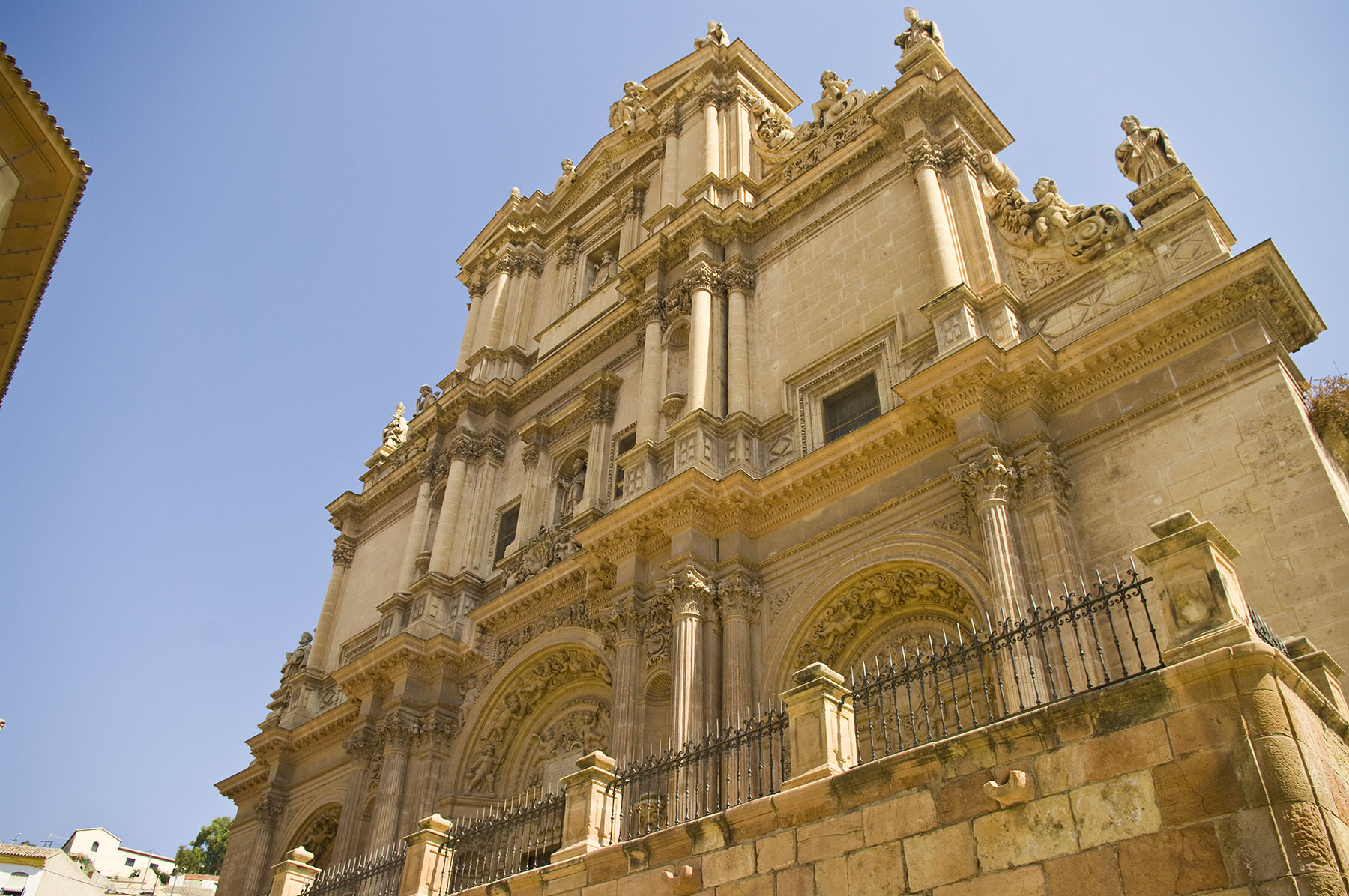
Colegiata de San Patricio de Lorca.

De esta etapa, la región murciana posee numerosos ejemplos de arquitectura del renacimiento, como el Colegio de San Esteban (en Murcia), los primeros cuerpos de la Torre de la Catedral de Murcia, la Iglesia Parroquial de El Salvador en Caravaca, los palacios concejiles de Jumilla o Yecla o la Colegiata de San Patricio (en Lorca), obra de Jerónimo Quijano.
Ya en el siglo XVII se produjo la determinante expulsión de la población morisca de España. En el caso de los moriscos murcianos (situados en comarcas como el Valle de Ricote, la Vega Media del Segura y la mayoría de los municipios de la comarca del Río Mula, además de Abanilla y Fortuna), se retrasó hasta 1611, llegando su expulsión definitiva en 1613, tras el intento de la nobleza murciana de evitarlo influyendo en la lejana Corte.
Tras la expulsión morisca y el declive demográfico que trajo consigo, llegó el cierre de los mercados toledanos y cordobeses a la seda murciana en 1630, lo que provocó el hundimiento de este importante sector económico. La epidemia de peste que se desató en 1648 ahondó en la crisis, muriendo cerca de 30 000 personas en todo el reino. Las riadas vinieron a complicar la situación, con la conocida como riada de San Calixto que asoló a la ciudad de Murcia en 1651, o la "riada de San Severo" que destruyó parte de Lorca en 1653.

#### El Siglo de Oro
El Siglo de Oro fue la época en la que, pese a la decadencia política y económica, se gozó de una gran creatividad intelectual y artística por todo el territorio español. 
De la región murciana eran originarios figuras relevantes como Diego de Saavedra Fajardo, Andrés de Claramonte o Ginés Pérez de Hita. Autores como Polo de Medina o Francisco Cascales ejercieron en la ciudad de Murcia a través de una de sus principales instituciones docentes, el Seminario Mayor de San Fulgencio.

### ElsigloXVIII

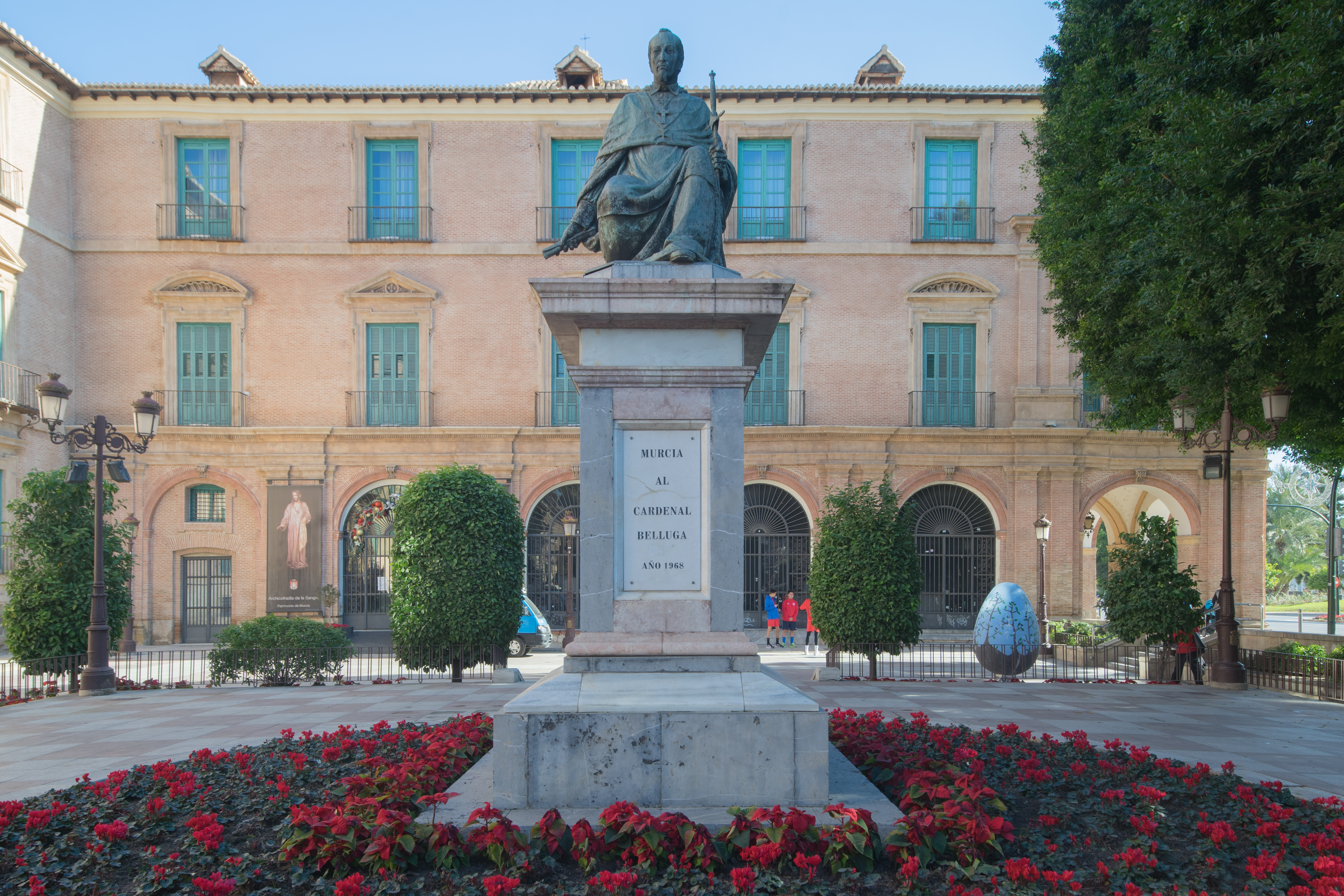
Estatua del Cardenal Belluga en La Glorieta de Murcia.

Al comenzar la centuria se desencadenó la Guerra de Sucesión, en la que el antiguo reino se vio envuelto, teniendo un importante papel en la victoria borbónica la acción del Cardenal Belluga, nombrado virrey de Murcia por Felipe V. En la contienda se desarrollaron importantes batallas en suelo murciano como la del Huerto de las Bombas en septiembre de 1706; en la que ciudad de Murcia se libró del cerco de las tropas austracistas provenientes de Orihuela y Cartagena (en donde el conde de Santa Cruz de los Manueles había hecho triunfar la causa del Archiduque Carlos de Habsburgo en conjunción con la flota inglesa de John Leake), el combate del Albujón de finales de septiembre del mismo año (que precedió al sitio y posterior reconquista borbónica de Cartagena en noviembre), o la decisiva batalla de Almansa de abril de 1707.

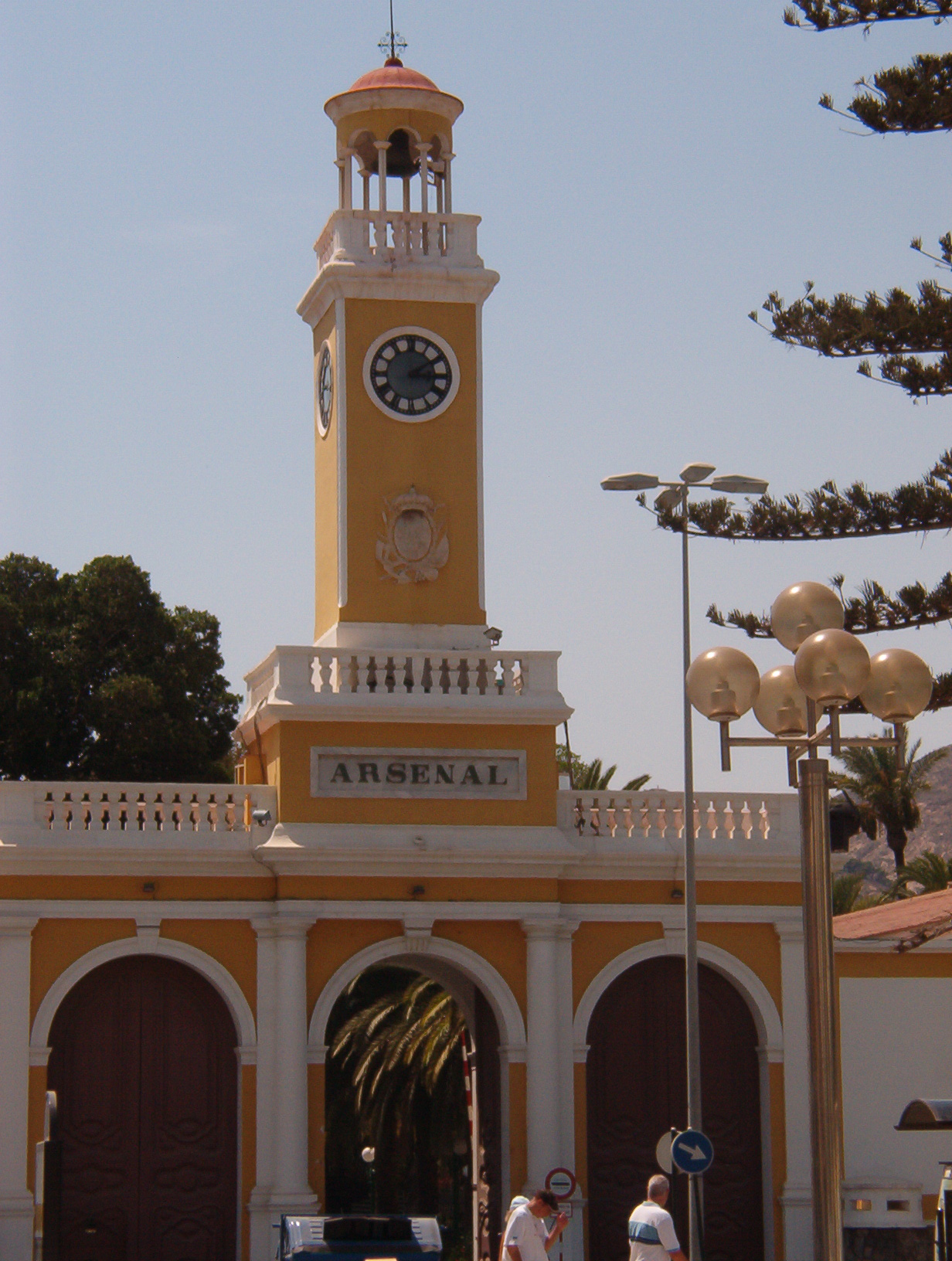
Entrada al Arsenal Militar de Cartagena

A partir de 1720 la región tuvo un importante crecimiento poblacional, gracias a la agricultura y a la ganadería. Se realizaron numerosas infraestructuras hidráulicas que propiciaron la especialización de los cultivos (frutales, legumbres y hortalizas, pero también uva en el Altiplano). Otros cultivos de esa época se convirtieron en elementos típicos de la huerta murciana como son la morera o el pimentón. También se desarrollaron iniciativas ilustradas como el Canal del Reguerón, el nuevo Pantano de Puentes, la designación de Cartagena como sede del Departamento Marítimo del Mediterráneo y la construcción de su Arsenal o la fundación de la nueva población y puerto de Águilas.
En el año 1777, el murciano José Moñino Redondo (conde de Floridablanca) fue nombrado secretario de Estado, el cual favoreció notablemente a la tierra que le vio nacer, sobre todo en infraestructuras.

#### El barroco en la Región de Murcia

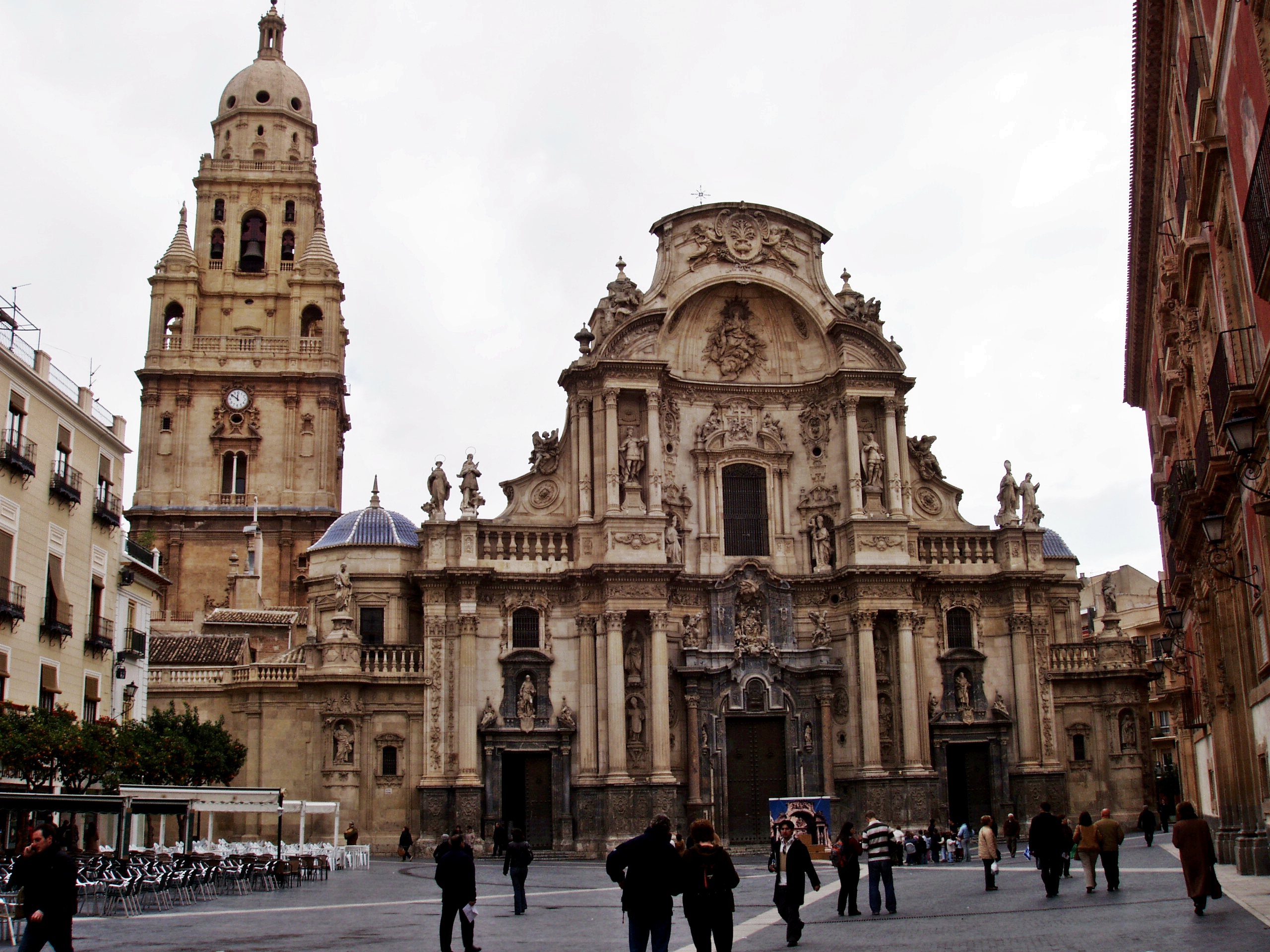
Imafronte y torre de la catedral de Santa María (Murcia).

El periodo borbónico fue muy favorable para el Reino de Murcia, la relativa tranquilidad política y el auge económico en la zona permitieron un desarrollo de las artes y las ciencias.
En el XVIII la arquitectura religiosa en Murcia tuvo un gran apogeo. En la capital destacan las iglesias de San Miguel, el Monasterio de los Jerónimos (en Guadalupe), San Nicolás, Santa Eulalia o San Juan de Dios. Siendo la fachada barroca de la catedral de Murcia y la culminación de la Torre las obras más señeras. Fuera de la misma destacan también la fachada de la Basílica de la Vera Cruz o la iglesia del Monasterio de las Carmelitas Descalzas en Caravaca, la Iglesia del Salvador en Jumilla, etc.
En la arquitectura civil brillan ejemplos como las diferentes edificaciones palaciales en Lorca, Mula, Murcia (con ejemplos como el Palacio Episcopal, el Palacio Fontes o el Palacio Vinader) o los edificios militares de Cartagena, que tras su designación como sede del Departamento Marítimo del Mediterráneo conllevó la construcción de múltiples fortificaciones y diversas construcciones de estilo barroco o neoclásico, como las Murallas de Carlos III o el Arsenal Militar.
Fue también en esta época cuando en la escultura despuntó Francisco Salzillo y la escuela murciana, alcanzando altas cotas de calidad en los estertores del barroco español, enlazando con el rococó y el neoclasicismo.

## SigloXIX
A principios de siglo, en 1802, la presa del pantano de Puentes colapsó, provocando inundaciones desde Lorca hasta la ciudad de Murcia, por vastas tierras de la vega del Guadalentín, ocasionando más de 600 muertos.
En 1805 dejó de existir la Provincia de Cartagena, fruto de la reforma fiscal auspiciada por Miguel Cayetano Soler para racionalizar la percepción de los tributos realizada en 1799.

### Guerra de la Independencia

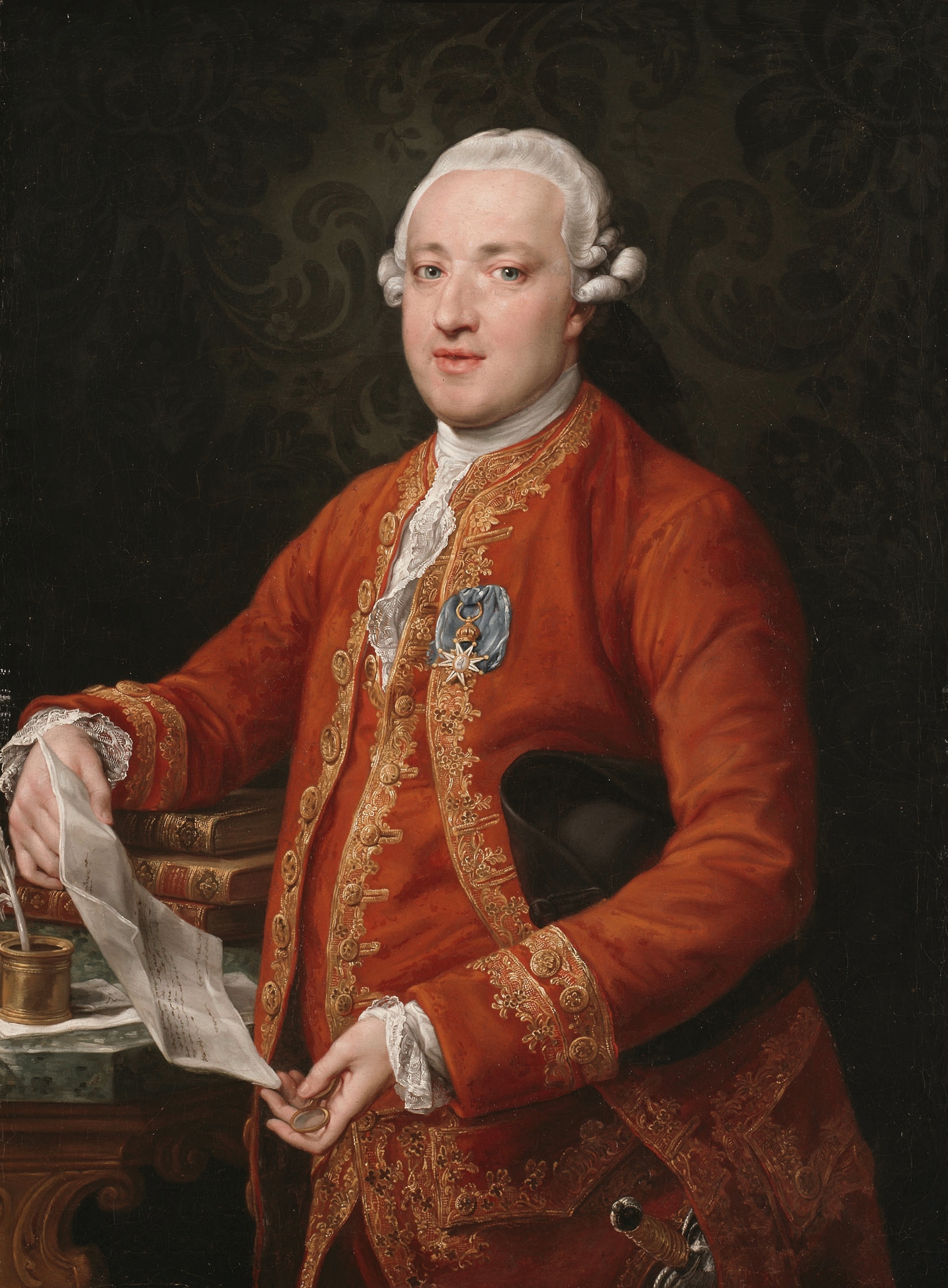
El Conde de Floridablanca. Presidente de la Junta de Murcia y posteriormente de la Junta Suprema Central. Pintura de Pompeo Batoni.

Durante la Guerra de Independencia, la región murciana se manifestó desde el principio fiel a la causa antifrancesa. En la noche el 22 al 23 de mayo de 1808, y una vez difundidas las noticias de las abdicaciones de Bayona, la insurrección se inicia en la ciudad de Cartagena que por entonces era Departamento de Marina y de Artillería, creándose en ella la primera Junta General de Gobierno. Desde Cartagena se mandan correos a las ciudades de Valencia, Granada y Murcia, "con el aviso de la resolución que se había formado en Cartagena, su Departamento de Marina y numerosa guarnición, convidando a dichas ciudades para el mismo objeto" avisando de ello en todas las ciudades y pueblos por los que pasaban estos correos, así como a la escuadra del Departamento de Cartagena que se encontraba en Mahón y que se dirigía a Tolon para unirse a la escuadra francesa, ordenándole que volviera a Cartagena. 
La insurrección comienza en los días siguientes en Valencia, Granada, Lorca y Orihuela. Mientras en Murcia, el antiguo secretario de Estado, Floridablanca, preside la recién constituida Junta Superior del Reino de Murcia. Las diversas Juntas se crean en todas las ciudades levantadas, y se organizarán en la Junta Suprema Central, que presidirá el propio Floridablanca.
En 1810 se produjo la primera entrada de tropas francesas en el Reino de Murcia desde el comienzo de la contienda. Dirigidas por Sebastiani, el día 24 de abril entraron en la ciudad de Murcia, siendo saqueada brutalmente. Las autoridades habían huido previamente a Alicante por lo que el representante de las mismas que permaneció en Murcia fue asesinado por la multitud enfurecida.
En enero de 1812 las tropas francesas del general Soult entraron también en la ciudad. En la calle de San Nicolás se produjo un encontronazo entre los soldados de Soult y las milicias del general Martín de la Carrera, que murió en dicho combate. El ejército imperial saqueó las ciudades de Águilas, Lorca, Caravaca, Cehegín, Jumilla, Yecla, Mula, Alhama de Murcia, Alcantarilla, y la comarca del Valle de Ricote. Cartagena, sin embargo, resistió los ataques de los franceses gracias a las fortificaciones eficaces de la ciudad. 
Además, entre 1810 y 1812, hubo una epidemia de fiebre amarilla, lo que provocó que la situación fuera aún más crítica.

### Absolutismo y liberalismo
A su vuelta en 1814, Fernando VII suprimió la Constitución de 1812 devolviendo al país al régimen absolutista. En Murcia se reinstauró la Inquisición que se encargará más adelante, expulsados los franceses, de la purga política contra los liberales.
Las afinidades ideológicas hicieron brotar logias, sobre todo en Murcia y Cartagena, en las que la naciente clase media, los militares ilustrados y algunos burgueses se agrupaban para debatir ideales, modelos políticos y sociales. La ideología liberal se había afincado en muchos sectores sociales murcianos, por entonces aparecen “El Correo de Murcia” y “El Universal” de Cartagena, primera prensa significativa de la Región.[cita requerida]
En este ambiente se produce el intento de pronunciamiento liberal de 1817 en Murcia, organizado por Juan Van Halen y José María de Torrijos y Uriarte, que en 1814 había sido nombrado Gobernador militar de Murcia, Cartagena y Alicante. Pero la conspiración fue descubierta y sus protagonistas detenidos. Torrijos acabó en la cárcel de la Inquisición de Murcia. Allí pasaría los dos años siguientes, aunque no abandonó la actividad conspirativa gracias a su esposa que lo visitaba en la cárcel y le hacía llegar papeles clandestinos.

Itinerario seguido por las tropas de Riego y focos revolucionarios liberales en 1820, entre ellos las ciudades de Murcia y Cartagena.

En 1820, el célebre general Riego se sublevó restaurando la Constitución de 1812 y obligando a Fernando VII a acomodarse a un Estado Liberal, que, entre otras medidas, decretaría la abolición de la Inquisición. 
Estos acontecimientos nacionales tuvieron su repercusión en el Reino de Murcia a finales de febrero de aquel año. En la ciudad de Murcia, el vizconde de Huertas orquestó con campesinos y algunos militares el asalto a la prisión para liberar a los presos políticos, entre ellos el general Torrijos. En marzo, junto con comerciantes de la ciudad como los Starico, Estor y Braco, el vizconde y Torrijos obligaron al consistorio a jurar la Constitución. Un día antes se proclamó la Constitución en la ciudad de Cartagena en un acto multitudinario.
En 1821 los absolutistas se levantaron en armas en algunas ciudades pero en Murcia fueron encarcelados antes de que pudieran organizarse siquiera. Mientras tanto los realistas aprovecharon la inestabilidad para sumar adeptos incluyendo al famoso bandolero Jaime el Barbudo. En 1821 se funda en Cartagena la asociación de "Los Virtuosos Descamisados" que protagoniza en esa ciudad el levantamiento popular contra el gobierno moderado de Ramón Feliú.
La invasión de los Cien Mil Hijos de San Luis de 1823 produjo la caída del gobierno liberal, instaurándose de nuevo el absolutismo en España.
El Reino de Murcia fue invadido por el ejército del general Molitor. El general Torrijos había sido destinado a Cartagena para defender la plaza, siendo junto con Espoz y Mina en Barcelona los últimos militares que resistieron, iniciándose la denominada Década Ominosa (1823 1833). El absolutismo monárquico de Fernando VII se materializaría en una dura etapa de represión política.

### El Estado liberal

División territorial de 1833 donde aparece la región biprovincial de Murcia.

Tras los sucesos de La Granja (1832), hubo una aproximación de la monarquía hacia sectores más moderados, para lo que se nombró secretario de Estado al reformista Francisco Cea Bermúdez. Inmediatamente después de la muerte de Fernando VII el 29 de septiembre de 1833, la regente María Cristina de Borbón confirmó a Cea Bermúdez en un nuevo gobierno que pretendió seguir una línea reformista, alejada del absolutismo y de los liberales, de hecho emprendió una reforma de envergadura como fue la división de España en provincias. Así el Reino de Murcia dio paso a la provincia de Murcia y a gran parte de la de Albacete, que conformaron la Región de Murcia biprovincial. 
Sin embargo, fue inevitable la sublevación de los defensores de los derechos al trono de Carlos María Isidro de Borbón, apoyado por el absolutismo, dando lugar a la primera guerra carlista, mientras que María Cristina acabó aliándose con el liberalismo de corte moderado. A pesar de la escasa incidencia que tuvo el conflicto bélico en la zona, dos murcianos tuvieron una importante papel en la misma, del lado liberal Juan Palarea y Blanes y del lado carlista Rafael Maroto.
Con el progresivo asentamiento del Estado liberal, se fueron afianzando una serie de reformas que fueron básicas como la abolición definitiva de los señoríos en 1837, ya fueran de Órdenes Militares o señoríos nobiliarios; la creación de nuevos municipios como Águilas, Torre-Pacheco, San Javier, San Pedro del Pinatar y Campos del Río; y la aplicación de las desamortizaciones.

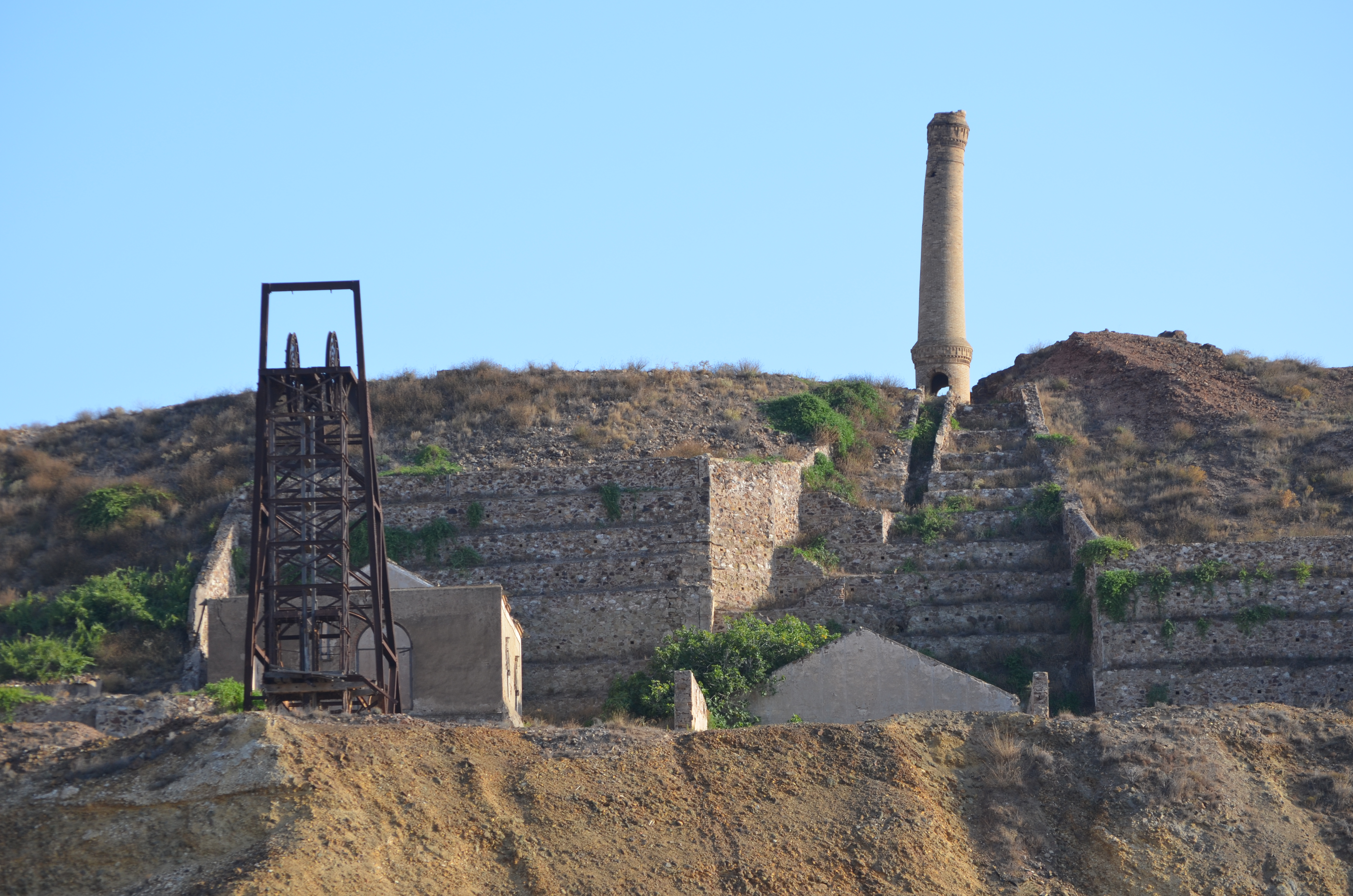
Mina del Cabezo Rajao, en La Unión, municipio que surgió en 1860 al calor de la actividad minera.

Los profundos cambios promovidos desde el Estado modificaron la naturaleza de la oligarquía regional, que, progresivamente, supo captar las ventajas que los nuevos valores burgueses le reportaban, propiciando también a los ricos comerciantes insertarse, definitivamente, como terratenientes. En lo económico, la provincia de Murcia experimentó a partir del segundo tercio del siglo una apertura basada en la exportación de materias primas -gracias al desarrollo de la minería en las sierras costeras y de cultivos comerciales en las zonas agrarias-, que trajo consigo un paralelo desarrollo de las industrias metalúrgica y agro-alimentaria. La llegada del ferrocarril en 1862 con la Línea Murcia-Cartagena (aunque entró en funcionamiento efectivo en 1863 y su prolongación a Albacete y Madrid en 1865) encardinó definitivamente a la actual Región de Murcia en la economía nacional.
La región tampoco fue inmune a los conflictos entre las dos facciones del liberalismo, como ocurrió con los sucesos acaecidos en la ciudad de Murcia con motivo de la caída de Espartero de la regencia y la resistencia del Marqués de Camachos frente a los sublevados moderados en 1843, o el levantamiento progresista ocurrido en Cartagena en 1844.

### Sexenio Democrático y Revolución Cantonal
Con el destronamiento y exilio a Francia de Isabel II tras la Revolución de 1868, comienza el Sexenio Democrático, que daría lugar a la instauración de la nueva monarquía de Amadeo I. Periodo en el que la región murciana, y especialmente la capital y su entorno huertano, se convirtió en un epicentro del republicanismo de naturaleza federal. De hecho, en 1869 se produjo un levantamiento por la supresión de las quintas o reclutamientos militares y el impuesto de consumos, y en 1872 otro en favor de la república federal y en contra de la monarquía de Amadeo I, ambos dirigidos por el revolucionario murciano Antonio Gálvez Arce, conocido popularmente como Antonete Gálvez.

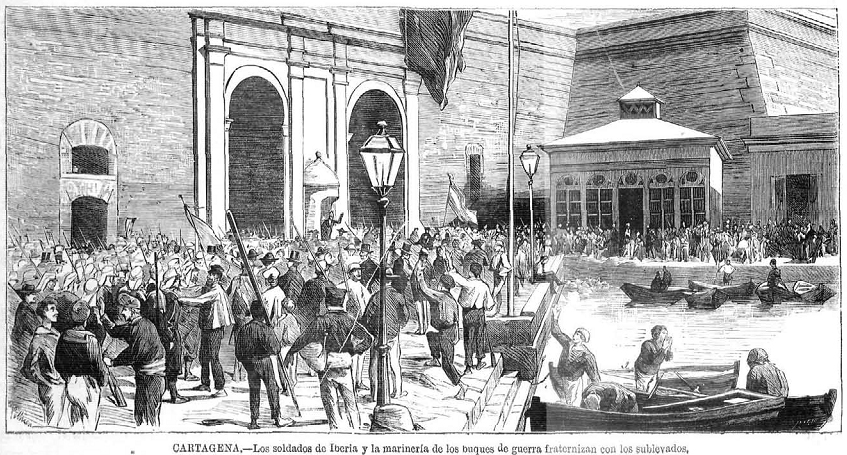
Cartagena en julio de 1873, grabado publicado en La Ilustración Española y Americana.

Después de la renuncia de Amadeo I, una vez proclamada la Primera República Española en 1873, la Región de Murcia vivió de lleno la Revolución Cantonal. La fuerza del republicanismo "intransigente" en la provincia (personificado en Antonete Gálvez) y las pretensiones de éstos de construir la federación "desde abajo" (en oposición a la pretensión del gobierno de Pi y Margall de que se articulara desde el Estado central), así como lograr una mejora de las condiciones de vida de las clases populares, llevó a que los republicanos "intransigentes" organizaran una sublevación a nivel nacional, eligiendo a la fortificada Cartagena como lugar idóneo para comenzar la revuelta, proclamándose el Cantón Murciano el 12 de julio de 1873, adhiriéndose a él tanto la ciudad de Murcia como numerosos municipios del centro y sur de la región. 
Tras seis meses de duro asedio a Cartagena, el general José López Domínguez consigue la rendición de la plaza el 12 de enero de 1874.

## SigloXX

### Política

#### Transición a la democracia
Tras la muerte de Franco y la restauración de la monarquía en España, la Constitución de 1978 estipula la creación de un sistema estatal de autonomías. El primer organismo democrático que se articula es el Consejo Regional de Murcia que se encargó del gobierno hasta 1983 impulsando la formación de la Región de Murcia como comunidad autónoma,  y que se constituyó bajo ese nombre mediante Real Decreto del 10 de julio de 1982.
El Estatuto de Autonomía de la Región de Murcia fue aprobado el 9 de junio de ese mismo año, y es desde entonces el Día de la Región. 
La provincia de Albacete se anexionó a Castilla-La Mancha por lo que la comunidad autónoma de la Región de Murcia se constituyó como una comunidad uniprovincial.

#### Sede legislativa de la Región de Murcia
Asamblea Regional
El Estatuto de Autonomía de la Región de Murcia de 1982 estableció que la Asamblea Regional de Murcia, el parlamento autonómico, estaría ubicado en Cartagena. Es denominada como «capital legislativa» de la Región en el preámbulo de la ley 5/2005.46
El edificio sufrió un incendio el 3 de febrero de 1992 durante una manifestación, en el marco de una grave crisis que asolaba al Campo de Cartagena. Sobre las 18:15 recibió el impacto de un cóctel molotov arrojado por un manifestante no identificado, que acabó en un rápido incendio, sofocado más tarde por los bomberos. Fue la primera vez desde 1933 que la población civil incendiaba un parlamento que había elegido democráticamente.

## Historiografía
El interés de los historiadores españoles por la historia regional es reciente, debido quizás al escaso arraigo del nacionalismo en la España contemporánea. La Región de Murcia cuenta con algunas obras de síntesis:
- Geografía histórica de la provincia de Murcia, de Abelardo Merino Álvarez, publicada en 1915..
- Historia de la Región Murciana, coordinada por F. Chacón y editada en 11 volumnes (Ediciones Mediterráneo, 1980).
- El proceso de modernización, de María Teresa Pérez Picazo y Guy Lemenière (Editora Regional, 1984).
- Historia de la Región de Murcia, de Miguel Rodríguez Llopis (Editora Regional, 1998), que constituye la obra más actualizada y la mejor síntesis del territorio regional, recientemente publicada por la Editorial Almuzara (2008).
- Atlas Histórico Ilustrado de la Región de Murcia y su antiguo reino, dirigido por Miguel Rodríguez Llopis y coordinado por José Miguel Martínez Carrión (Fundación Séneca, 2007). Este Atlas cubre desde la prehistoria hasta los comienzos del siglo XXI y es la mejor obra gráfica editada hasta la fecha.